# Liste von Trägern des Blutordens
Die Liste von Trägern des Blutordens listet bekannte Inhaber des sogenannten Blutordens der NSDAP auf, einer Medaille, die im nationalsozialistischen Sprachgebrauch auch Ehrenzeichen des 9. November 1923 genannt wurde.

## Verleihungsdatum 9. November 1933 (zum 10. Jahrestag: ca. 1.500 Medaillen)

### Nr. 1 bis 99
| Nr.         | Name                                                 | Bem.        | Einheit                       | Funktion am 9. Nov. 1923 bzw. Zugehörigkeit Untergliederung                    | späterer Dienstgrad bzw. Amtsbezeichnung, sonstige Bemerkungen |
| ----------- | ---------------------------------------------------- | ----------- | ----------------------------- | ------------------------------------------------------------------------------ | --- |
| ohne Nummer | Hitler, Adolf                                        | [ 1 ]       |                               | Parteivorsitzender der NSDAP (1921–1945)                                       | Führer und Reichskanzler |
| 1           | Röhm, Ernst                                          | [ 1 ]       | Reichswehr                    | Hauptmann                                                                      | Chef des SA-Stabes |
| 2           | Heß, Rudolf                                          | [ 1 ]       |                               |                                                                                | „Stellvertreter des Führers (StdF)“ (in der NSDAP) |
| 3           | Himmler, Heinrich                                    | [ 1 ]       | Bund Reichskriegsflagge       | Fahnenträger des Infanteriezuges I                                             | Reichsführer SS |
| 4           | Seydel, Josef                                        | [ 1 ]       | Bund Reichskriegsflagge       | Stammabteilung                                                                 | Obergruppenführer im Nationalsozialistischen Kraftfahrkorps |
| 5           | Kraußer, Fritz von                                   | [ 1 ]       | Bund Reichskriegsflagge       |                                                                                | SA-Obergruppenführer |
| 6           | Ketterer, Emil                                       | [ 1 ]       | Bund Reichskriegsflagge       | Stammabteilung                                                                 | Leibarzt von Ernst Röhm, Leitung des NS-Sportärztebundes, Vorsitzender des TSV 1860 München |
| 7           | Brückner, Wilhelm                                    | [ 1 ]       | SA-Regiment München           | Stab der SA                                                                    | |
| 8           | Hühnlein, Adolf                                      | [ 1 ]       | Bund Reichskriegsflagge       | Stab der SA                                                                    | |
| 9           | Berchtold, Joseph                                    | [ 1 ]       | Stoßtrupp Adolf Hitler        | Führer des Stoßtrupps                                                          | erster „Reichsführer SS“ und Mitglied des Reichstags |
| 10          | Dietrich, Josef (genannt Sepp Dietrich)              | [ 1 ]       | Bund Oberland                 |                                                                                | SS-Oberst-Gruppenführer und Generaloberst der Waffen-SS und Kommandeur der 1. SS-Panzer-Division Leibstandarte SS Adolf Hitler und später der 6. Panzerarmee |
| 11          | Korten, Günther                                      | [ 1 ]       | Reichswehr                    |                                                                                | Generaloberst und Generalstabschef der deutschen Luftwaffe |
| 12          | Röder, Wilhelm                                       | [ 1 ]       | Bayerische Landespolizei      |                                                                                | NSDAP-Mitgliedsnr. 469137, SS-Nummer 119493 |
| 13          | Fürholzer, Ludwig                                    | [ 1 ]       | Bund Reichskriegsflagge       | Stammabteilung                                                                 | SS-Brigadeführer |
| 14          | Helfer, Wilhelm                                      | [ 1 ]       | SA-Regiment München           | Kompanieführer der 5. Kompanie                                                 | Reichszeugmeister der NSDAP |
| 15          | Bunge, Hanns                                         | [ 1 ]       | Stoßtrupp Adolf Hitler        |                                                                                | MdR, Mitglied des Volksgerichtshofes |
| 16          | Fiehler, Karl                                        | [ 1 ]       | Stoßtrupp Adolf Hitler        |                                                                                | Oberbürgermeister von München, und Reichsleiter der NSDAP |
| 17          | Schmid, Wilhelm                                      | [ 1 ]       |                               |                                                                                | † 30.06.1934 (Röhm-Putsch) |
| 18          | Wäckerle, Emil                                       | [ 1 ]       | Bund Reichskriegsflagge       | Abteilung Schleißheim                                                          | von Februar bis November 1933 Kommandeur der 1. SS-Standarte; zeitweise Adjutant von Ernst Röhm |
| 19          | Drexler, Anton                                       | [ 1 ]       | Stab des Führers              | Mitbegründer der Deutschen Arbeiterpartei, erster Parteivorsitzender der NSDAP | |
| 20          | Weiß, Wilhelm                                        | [ 1 ]       | Kampfbund München             |                                                                                | SA-Obergruppenführer, Chefredakteur des Völkischen Beobachters |
| 21          | Graf, Ulrich                                         | [ 1 ]       | Stab des Führers              | „Hitlers Lebensretter“                                                         | NSDAP-Mitgliedsnr. 8, SS-Nummer 26, SS-Brigadeführer |
| 22          | Saupert, Hans                                        | [ 1 ]       | Stab des Führers              |                                                                                | SS-Nummer 119494, SS-Brigadeführer |
| 23          | Eberhart, Adolf                                      | [ 1 ]       | SA-Regiment München           | Artillerie-Abteilung                                                           | |
| 24          | Bachmeier, Georg                                     | [ 1 ]       | SA-Regiment                   |                                                                                | |
| 25          | Baur, Eleonore (Schwester Pia)                       | [ 1 ] [ 3 ] | Freikorps Oberland            |                                                                                | „Fürsorgeschwester in der Reichsführung SS“, einzige Frau als Blutordensträgerin der ersten Verleihungsserie |
| 26          | Richter, Karl                                        | [ 1 ]       | Bayerische Landespolizei      |                                                                                | |
| 27          | Grimm, Ludwig                                        | [ 1 ]       | Reichswehr                    |                                                                                | |
| 28          | Bennecke, Heinrich                                   | [ 1 ]       | SA-Regiment München           | Stab SA                                                                        | SA-Obergruppenführer |
| 29          | Bouhler, Philipp                                     | [ 1 ]       | Stab des Führers              |                                                                                | Reichsleiter der NSDAP, Chef der Kanzlei des Führers, SS-Obergruppenführer |
| 30          | Wahl, Karl                                           | [ 1 ]       | SA Augsburg                   | Bataillon Theodor Körner                                                       | SS-Obergruppenführer, Gauleiter des Gaues Schwaben |
| 31          | Fuchs, Johann Baptist (genannt Hans Fuchs)           | [ 1 ]       | Bayerische Landespolizei      | Referent im Rang eines Polizeimajors bei den Abschnitts-Kommandos II und III   | SA-Obergruppenführer beim Stab des Stellvertreters des Führers |
| 32          | Rosenberg, Alfred                                    | [ 1 ]       | Stab des Führers              |                                                                                | Reichsminister für die besetzten Ostgebiete |
| 33          | Singer, Johannes                                     | [ 1 ]       | Stab des Führers              |                                                                                | Reichsamtleiter |
| 34          | Esser, Hermann                                       | [ 1 ]       | Stab des Führers              |                                                                                | Staatssekretär im Reichsministerium für Volksaufklärung und Propaganda |
| 35          | Frick, Wilhelm                                       | [ 1 ]       | Stab des Führers              |                                                                                | Reichsminister und Reichsprotektor von Böhmen und Mähren |
| 36          | Kränzle, Richard                                     | [ 1 ]       | Bund Reichskriegsflagge       | Batterie Lembert                                                               | |
| 37          | Bücherl, Max                                         | [ 1 ]       | Bund Oberland                 | 11. Bataillon, 2. Batterie                                                     | |
| 38          | Melzl, Ludwig                                        | [ 1 ]       | Reichswehr                    |                                                                                | |
| 39          | Kuhn, Theodor                                        | [ 1 ]       | Jungsturm Adolf Hitler        |                                                                                | SS-Untersturmführer |
| 40          | Miedreich, Michael                                   | [ 1 ]       | Bund Oberland                 | 2. Maschinengewehrkompanie                                                     | |
| 41          | Petzendorfer, Emil                                   | [ 1 ]       | SA-Regiment München           | Kompaniefeldwebel der 1. Kompanie                                              | Blutorden wurde später wieder aberkannt |
| 42          | Graf, Karl                                           | [ 1 ]       | Bund Oberland                 | 11. Bataillon, 11. Kompanie                                                    | |
| 43          | Wagner, Adolf                                        | [ 1 ]       | Stab des Führers              |                                                                                | NSDAP-Gauleiter von München, bayerischer Minister und SA-Obergruppenführer |
| 44          | Schickedanz, Arno                                    | [ 1 ]       | Stab des Führers              |                                                                                | Stabsleiter beim Reichskommissar für die vom Deutschen Reich besetzten norwegischen Ostgebiete |
| 45          | Baumann, Willibald jun.                              | [ 1 ]       | SA-Regiment München           | 9. Kompanie                                                                    | |
| 46          | Renner, Robert                                       | [ 1 ]       | Bund Oberland                 | Bataillon Teja, Batterie Eichner                                               | |
| 47          | Loeper, Wilhelm                                      | [ 1 ]       | Infanterieschule              |                                                                                | gemeinsamer Reichsstatthalter in Braunschweig und Anhalt, SS-Ehrenführer |
| 48          | Schwalb, Valentin                                    | [ 1 ]       | SA Augsburg                   | Bataillon Theodor Körner                                                       | |
| 49          | Rehm, August                                         | [ 1 ]       | SA Augsburg                   | Bataillon Theodor Körner                                                       | |
| 50          | Baugger, Martin                                      | [ 4 ]       | SA Augsburg                   | Bataillon Theodor Körner                                                       | |
| 51          | Braun, Luitpold (ggf. auch Alois)                    |             | Bund Reichskriegsflagge       |                                                                                | Blutorden wurde später wieder aberkannt |
| 52          | Braun, Luitpold                                      | [ 4 ]       |                               |                                                                                | Träger des Koburger Ehrenzeichens, Aberkennung des Blutordens am 23. Juli 1937 |
| 53          | Reitzenstein, Friedrich Freiherr von                 | [ 4 ]       | Bund Reichskriegsflagge       | Stammabteilung                                                                 | |
| 54          | Starck, Friedrich Wilhelm                            | [ 4 ]       | Bund Reichsflagge             | Stammabteilung                                                                 | Polizeipräsident im Rang eines Polizeimajors in Augsburg und SS-Brigadeführer |
| 55          | Jungmayr, Rudolf                                     | [ 4 ]       | Bund Oberland                 | Bataillon Teja, Radfahrer-Kompanie                                             | |
| 56          | Schwarz, Franz Xaver                                 | [ 4 ]       |                               |                                                                                | ab 21. März 1925 Reichsschatzmeister |
| 57          | Völkl, Ludwig                                        | [ 4 ]       | SA-Regiment München           | 9. Kompanie                                                                    | |
| 58          | Danser, Hans                                         | [ 4 ]       | SA-Regiment München           | 5. Kompanie                                                                    | |
| 59          | Gremmer, Josef                                       | [ 4 ]       | SA Niederbayern               | 7. Hundertschaft                                                               | |
| 60          | Beer, Josef                                          | [ 4 ]       | Bund Reichskriegsflagge       | Stammabteilung                                                                 | |
| 61          | Gierbanner, Hans Erich                               | [ 4 ]       | Sturmabteilung Roßbach        |                                                                                | |
| 62          | Owandner, Felix                                      | [ 4 ]       | Bund Oberland                 | Bataillon Teja, Radfahrer-Kompanie                                             | |
| 63          | Mayer, Josef                                         | [ 4 ]       | SA-Regiment                   | 5. Kompanie                                                                    | |
| 64          | Werner, Otto                                         | [ 4 ]       | SA-Regiment                   | 1. Kompanie                                                                    | |
| 65          | Greyer, Paul                                         | [ 4 ]       | SA-Regiment Kompanieführer    | 6. Kompanie                                                                    | |
| 66          | Spegel, Josef                                        | [ 4 ]       | Bund Reichskriegsflagge       | Sturmabteilung                                                                 | |
| 67          | Schrafstetter, Franz                                 | [ 4 ]       | SA Niederbayern               | 7. Hundertschaft                                                               | |
| 68          | Pfaller, Fritz                                       | [ 4 ]       | Reichswehr                    |                                                                                | |
| 69          | Erlmaier, Josef                                      | [ 4 ]       | SA Niederbayern               | 7. Hundertschaft                                                               | |
| 70          | Gansmeier, Jakob                                     | [ 4 ]       | Reichswehr                    |                                                                                | |
| 71          | Jobst, Anton                                         | [ 4 ]       | SA Niederbayern               | 7. Hundertschaft                                                               | |
| 72          | Weber, Georg                                         | [ 4 ]       | Stab des Führers              |                                                                                | |
| 73          | Eggeringer, Max                                      | [ 4 ]       | SA Niederbayern               | 7. Hundertschaft                                                               | |
| 74          | Kellner, Karl                                        | [ 4 ]       | Sturmabteilung Roßbach        |                                                                                | |
| 75          | Laforce, Wilhelm                                     | [ 4 ]       | Stoßtrupp Adolf Hitler        |                                                                                | |
| 76          | Bauer, Hans                                          | [ 4 ]       | SA-Regiment München           | Reiterkorps                                                                    | |
| 77          | Grolman, Wilhelm von                                 | [ 4 ]       | Bayerische Landespolizei      |                                                                                | |
| 78          | Lehner, Anton                                        | [ 4 ]       | SA-Regiment München           | 10. Kompanie                                                                   | |
| 79          | Schweinle, Karl                                      | [ 4 ]       | Bayerische Landespolizei      |                                                                                | |
| 80          | Hofmann, Philipp                                     | [ 4 ]       | SA-Regiment München           | 11. Kompanie                                                                   | |
| 81          | Stahl, Fritz                                         | [ 4 ]       | Sturmabteilung Roßbach        |                                                                                | |
| 82          | Sesselmann, Marc (eigentlich Max Sesselmann)         | [ 4 ]       | Stab des Führers              |                                                                                | |
| 83          | Wagner, Robert                                       | [ 4 ]       |                               | Infanterieschule                                                               | badischer Reichsstatthalter und Gauleiter, außerdem Chef der Zivilverwaltung im besetzten Elsass |
| 84          | Weber, Christian                                     | [ 4 ]       | Stab der SA                   |                                                                                | |
| 85          | Geisenhof, Hans                                      | [ 4 ]       | Bund Reichskriegsflagge       | Stammabteilung                                                                 | zuletzt SS-Obersturmbannführer d. R. beim SD (34. SS-Standarte „Oberbayern“), * 23. Mai 1895 in Pfronten-Ried, † unbekannt (seit 1. Mai 1942 verschollen) |
| 86          | Wienecke, Karl                                       | [ 4 ]       | SA-Regiment München           | 2. Kompanie                                                                    | |
| 87          | Zeidelhack, Johannes Martin (genannt Max Zeidelhack) | [ 4 ]       | Kampfbund München             |                                                                                | Abteilungsleiter des Heereswaffenamtes |
| 88          | Krüger, Hans Eduard                                  | [ 4 ]       | Stoßtrupp Adolf Hitler        |                                                                                | Leibstandarte SS Adolf Hitler, angeklagt und verurteilt im Prozess wegen des Massakers vom Lago Maggiore (später wurde dieses Urteil allerdings wg. Verjährung aufgehoben), nicht zu verwechseln mit dem Politiker Hans Krüger, der nicht am Hitler-Putsch teilnahm, wie fälschlich 1964 kolportiert wurde (allerdings hatte er den unrichtigen Personalaktenvermerk selbst durch falsche Angaben verursacht) |
| 89          | Hoff, Gerhard                                        | [ 4 ]       | Stoßtrupp Adolf Hitler        |                                                                                | später Buchhändler in Wuppertal-Elberfeld |
| 90          | Hewel, Walter                                        | [ 4 ]       | Stoßtrupp Adolf Hitler        |                                                                                | SS-Brigadeführer und Staatssekretär im Auswärtigen Amt |
| 91          | -/-                                                  | [ 4 ]       |                               |                                                                                | |
| 92          | Finsterwalder, Adolf                                 | [ 4 ]       | Bund Oberland                 | Bataillon Teja, 3. Kompanie                                                    | |
| 93          | Koppey, Georg                                        | [ 4 ]       | Bund Reichskriegsflagge       | Stammabteilung                                                                 | Eintritt in die Wehrmacht am 1. November 1935 als Major (WE) beim Stab Heereszeugamt München, letzter Dienstgrad Oberst |
| 94          | Schickert, Otto                                      | [ 4 ]       | Sturmabteilung Roßbach        |                                                                                | |
| 95          | Liebert, Hans                                        | [ 4 ]       | SA Niederbayern               | 7. Hundertschaft                                                               | |
| 96          | Hohns, Carl                                          | [ 4 ]       | Bund Oberland                 | Bataillon Lautenbacher                                                         | |
| 97          | Zöberlein, Hans                                      | [ 4 ]       | SA-Regiment München           | Kompanieführer 9. Kompanie                                                     | nationalsozialistischer Schriftsteller |
| 98          | Trobelsberger, Hans                                  | [ 4 ]       | SA-Regiment München           | Artillerie-Abteilung                                                           | |
| 99          | Mutz, Alois                                          | [ 4 ]       | Stab des SA-Regiments München |                                                                                | |

### Nr. 100 bis 199
| Nr. | Name                                | Bem.        | Einheit                       | Funktion am 9. Nov. 1923 bzw. Zugehörigkeit Untergliederung | späterer Dienstgrad bzw. Amtsbezeichnung, sonstige Bemerkungen |
| --- | ----------------------------------- | ----------- | ----------------------------- | ----------------------------------------------------------- | --- |
| 100 | Burghard, Dr. Georg                 | [ 4 ]       | SA-Regiment München           | Stab                                                        | |
| 101 | Kugler, Fritz                       | [ 4 ]       | Bund Reichskriegsflagge       | schwerer MG-Zug                                             | |
| 102 | Brosche, Friedrich                  | [ 6 ]       | Bund Reichskriegsflagge       | Stammabteilung                                              | |
| 103 | Wiedling, Egon                      | [ 6 ]       | Bund Reichskriegsflagge       | Kanonenzug Casella                                          | |
| 104 | Weber, Ludwig                       | [ 6 ]       | Bund Reichskriegsflagge       | Führer des schweren MG-Zugs                                 | |
| 105 | Schraufstetter, Gottfried           | [ 6 ]       | Bund Reichskriegsflagge       | Infanteriezug I                                             | |
| 106 | Anton Reel                          | [ 6 ]       | Bund Reichskriegsflagge       | Stammabteilung                                              | |
| 107 | Keutner, Heinrich                   | [ 6 ]       | Bund Reichskriegsflagge       | Kanonenzug Casella                                          | |
| 108 | Kapff, Karl von                     | [ 6 ]       | Bund Reichskriegsflagge       | Stammabteilung                                              | später SS-Hauptsturmführer |
| 109 | Frenzel, Karl                       | [ 6 ]       | Bund Reichskriegsflagge       | Stammabteilung                                              | |
| 110 | Thüngen, Hidolf Freiherr von        | [ 6 ]       | Bund Reichskriegsflagge       | Führer der Stammabteilung                                   | später SS-Oberführer |
| 111 | Wadlinger, Ludwig                   | [ 6 ]       | Bund Reichskriegsflagge       | schwerer MG-Zug                                             | |
| 112 | Schwindl, Theodor                   | [ 6 ]       | SA Niederbayern               | 7. Hundertschaft                                            | |
| 113 | Kummer, Rudolf                      | [ 6 ]       | Bund Reichskriegsflagge       | Stammabteilung                                              | SS-Obersturmbannführer, höchster Ministerialbeamter für wiss. Bibliotheken |
| 114 | Wagner, Adolf                       | [ 6 ]       | SA Augsburg                   | Bataillon Theodor Körner                                    | Bayerischer Innenminister und Gauleiter von München-Oberbayern |
| 115 | Wagner, Rudolf                      | [ 6 ]       | SA Augsburg                   | Führer des Bataillons Theodor Körner                        | Hielt sich in Mehring bei Augsburg bereit, keine direkte Teilnahme, Verleihung auf Veranlassung von Karl Wahl |
| 116 | Dennler, Wilhelm                    | [ 6 ]       | Bund Reichskriegsflagge       | Abteilung Binz                                              | SA-Brigadeführer |
| 117 | Klee, Theodor                       | [ 6 ]       | Bund Reichskriegsflagge       | Stammabteilung                                              | |
| 118 | Reithmann, Max                      | [ 6 ]       | SA Vilsbiburg                 |                                                             | |
| 119 | Hofmann, Franz                      | [ 6 ]       | Bund Reichskriegsflagge       | Stammabteilung                                              | |
| 120 | Hillen, Hans Josef                  | [ 6 ]       | Bund Reichskriegsflagge       | Stammabteilung                                              | |
| 121 | Gümbel, Otto                        | [ 6 ]       | Bund Reichskriegsflagge       | Stammabteilung                                              | SA-Gruppenführer |
| 122 | Gümbel, Fritz                       | [ 6 ]       | Bund Reichskriegsflagge       | Infanteriezug I                                             | |
| 123 | Geiger, Konrad                      | [ 6 ]       | Stab des SA Regiments München |                                                             | |
| 124 | Gärtner, Heinrich                   | [ 6 ]       | Bund Reichskriegsflagge       | Führer der Abteilung Schleißheim                            | SS-Brigadeführer |
| 125 | Fischer, Andreas                    | [ 6 ]       | Reichswehr                    |                                                             | |
| 126 | Braun, Josef                        | [ 6 ]       | Bund Reichskriegsflagge       | Infanteriezug I                                             | |
| 127 | Bergdolt, Ernst                     | [ 6 ]       | Bund Reichskriegsflagge       | Infanteriezug I                                             | |
| 128 | Briemann, Wilhelm sen.              | [ 6 ]       | Stab der SA                   |                                                             | |
| 129 | Lauche, Fritz                       | [ 6 ]       | Bund Reichskriegsflagge       | Abteilung Schleißheim                                       | |
| 130 | Waldkirch, Max                      | [ 6 ]       | Bund Reichskriegsflagge       | Abteilung Schleißheim                                       | |
| 131 | Rappolt, Hans                       | [ 6 ]       | Bund Reichskriegsflagge       | Stammabteilung                                              | |
| 132 | Strehle, Engelbert                  | [ 6 ]       | Bund Reichskriegsflagge       | Stammabteilung                                              | |
| 133 | Breu, Hans                          | [ 6 ]       | SA Niederbayern               | 7. Hundertschaft                                            | |
| 134 | Ravelsberg, Rudolf Strobl Edler von | [ 6 ]       | Bund Reichskriegsflagge       | Stammabteilung                                              | |
| 135 | Leib, Fritz                         | [ 6 ]       | Bund Reichskriegsflagge       | Stoßtrupp Süd                                               | |
| 136 | Weiß, Rudolf                        | [ 6 ]       | Bund Reichskriegsflagge       | Rekrutenabteilung                                           | |
| 137 | Schenk, Josef                       | [ 6 ]       | Bund Reichskriegsflagge       | Stoßtrupp Süd                                               | |
| 138 | Buchner, Sebastian                  | [ 6 ]       | SA Niederbayern               | 7. Hundertschaft                                            | |
| 139 | Dittmar, Carl                       | [ 6 ]       | SA Niederbayern               | 7. Hundertschaft                                            | |
| 140 | Müller, Johannes                    | [ 6 ]       | SA Holzkirchen                |                                                             | |
| 141 | Ganzenmüller, Albert                | [ 6 ]       | Bund Reichskriegsflagge       | Stoßtrupp Süd                                               | Staatssekretär im Reichsverkehrsministerium, Ganzenmüller war u. a. für die Deportation von Juden aus Deutschland und den besetzten Staaten sowie anderen Opfern des nationalsozialistischen Völkermords mit der Reichsbahn in die Vernichtungslager verantwortlich, in seiner Amtszeit als Staatssekretär wurden allein mehr als über eine Million Menschen ins KZ Auschwitz abtransportiert |
| 142 | Valentin, Frank                     | [ 6 ]       | SA Vilsbiburg                 |                                                             | |
| 143 | Binz, Gerhard Ludwig                | [ 6 ]       | Bund Reichskriegsflagge       |                                                             | Führer der Abteilung Binz, Jurist, Schriftleiter des Völkischen Beobachters |
| 144 | Kreuzer, Josef                      | [ 6 ]       | Bund Reichskriegsflagge       | Infanteriezug I                                             | |
| 145 | Göbel, Paul                         | [ 6 ]       | SA Niederbayern               | 7. Hundertschaft                                            | |
| 146 | Teschenmacher, Hermann              | [ 6 ]       | Bund Reichskriegsflagge       | Stoßtrupp Süd                                               | |
| 147 | Gräf, Hans                          | [ 6 ]       | SA Niederbayern               | 7. Hundertschaft                                            | |
| 148 | Remberger, Jakob                    | [ 6 ]       | Bund Reichskriegsflagge       | Batterie Lambert                                            | |
| 149 | Asang, Dionys                       | [ 6 ]       | Reichswehr                    |                                                             | |
| 150 | Gräf, Ludwig                        | [ 6 ]       | SA Niederbayern               | 7. Hundertschaft                                            | |
| 151 | Hölscher, Viktor                    | [ 6 ]       | Bund Reichskriegsflagge       | Infanteriezug I                                             | |
| 152 | Wicklmeyer, Karl                    | [ 6 ]       | Bund Reichskriegsflagge       | Abteilung Binz                                              | |
| 153 | Eisenschenk, Franz                  | [ 6 ]       | Bund Reichskriegsflagge       | Batterie Lambert                                            | |
| 154 | Huber, Ottmar                       | [ 8 ]       | Reichswehr                    |                                                             | |
| 155 | Jordan, Heinrich                    | [ 8 ]       | SA Niederbayern               | 7. Hundertschaft                                            | |
| 156 | Barthel, Willibald                  | [ 8 ]       | Bund Oberland                 | Bataillon Teja, 2. Kompanie                                 | |
| 157 | Kloß, Calr                          | [ 8 ]       | SA Niederbayern               | 7. Hundertschaft                                            | |
| 158 | Bort, Ignaz                         | [ 8 ]       | Bund Oberland                 | Bataillon Teja, 2. Kompanie                                 | |
| 159 | Dauser, Hans jun.                   | [ 8 ] [ 3 ] | Bund Oberland                 | Bataillon Teja, 2. Kompanie                                 | nicht zu verwechseln mit Hans Dauser |
| 160 | Eichel, Ernst                       | [ 8 ]       | Bund Oberland                 | Bataillon Teja, 2. Kompanie                                 | |
| 161 | Föhr, Adolf                         | [ 8 ]       | Bund Oberland                 | Bataillon Teja, 2. Kompanie                                 | |
| 162 | Föhr, Emil                          | [ 8 ]       | Bund Oberland                 | Bataillon Teja, 2. Kompanie                                 | |
| 163 | Höflich, Heinrich                   | [ 8 ]       | Bund Oberland                 | Bataillon Teja, 2. Kompanie                                 | |
| 164 | Kurz, Heinrich                      | [ 8 ]       | Bund Oberland                 | Bataillon Teja, 2. Kompanie                                 | |
| 165 | Kriegelsteiner, Hermann             | [ 8 ]       | SA Niederbayern               | 7. Hundertschaft                                            | |
| 166 | List, Ludwig                        | [ 8 ]       | Bund Oberland                 | Bataillon Teja, 2. Kompanie                                 | † 08. September 1941 |
| 167 | Maier, Johann                       | [ 8 ]       | Bund Oberland                 | Bataillon Teja, 2. Kompanie                                 | |
| 168 | Mayrhofer, Josef                    | [ 8 ]       | SA Niederbayern               | 7. Hundertschaft                                            | |
| 169 | Pfeffer, Franz S.                   | [ 8 ]       | SA Niederbayern               | 7. Hundertschaft                                            | |
| 170 | Bergfeld, Willy                     | [ 8 ]       | SA-Regiment München           | Reiterkorps                                                 | |
| 171 | Toepper, Hans                       | [ 8 ]       | Bund Oberland                 | Bataillon Teja, 2. Kompanie                                 | |
| 172 | Paulus, Fritz                       | [ 8 ]       | Bund Oberland                 | Bataillon Teja, 2. Batterie                                 | |
| 173 | Bohlender, Christian                | [ 8 ]       | Bund Oberland                 | Stab                                                        | |
| 174 | Steinle, Karl                       | [ 8 ]       | SA Niederbayern               | 7. Hundertschaft                                            | |
| 175 | Scherner, Julian                    | [ 8 ]       | Bund Oberland                 |                                                             | SS-Oberführer und SS- und Polizeiführer in Krakau. |
| 176 | Straßer, Georg                      | [ 8 ]       | SA Niederbayern               | 7. Hundertschaft                                            | |
| 177 | Schleifer, Fritz                    | [ 8 ]       | Bund Oberland                 | Bataillon Teja, Batterie Eichner                            | |
| 178 | Walch, Albert                       | [ 8 ]       | Bund Oberland                 | Bataillon Teja, Batterie Eichner                            | |
| 179 | Hoerdt, Walter                      | [ 8 ]       | Bund Oberland                 | Bataillon Teja, Batterie Eichner                            | |
| 180 | Bremen, Carl Siegfried Benjamin von | [ 8 ] [ 3 ] | Bund Oberland                 | Bataillon Teja, Batterie Eichner                            | Schriftsteller, 1941 in Finnland gefallen |
| 181 | Walter, Fritz                       | [ 8 ]       | Bund Oberland                 | Bataillon Teja, Batterie Eichner                            | |
| 182 | Wutzer, Josef                       | [ 8 ]       | SA Niederbayern               | 7. Hundertschaft                                            | |
| 183 | Netzer, Paul                        | [ 8 ]       | Bund Oberland                 | Bataillon Teja, Batterie Eichner                            | |
| 184 | Bauer, Karl Ferdinand               | [ 8 ]       | SA Ingolstadt                 | 26. Hundertschaft                                           | |
| 185 | Bauer, Otto Wilhelm                 | [ 8 ]       | SA Ingolstadt                 | 26. Hundertschaft                                           | |
| 186 | Rothfischer, Heinr. Rud.            | [ 8 ]       | Bund Oberland                 | Bataillon Teja, 1. Kompanie                                 | |
| 187 | Haller, Georg                       | [ 8 ]       | Jungsturm Adolf Hitler        |                                                             | |
| 188 | Gößinger, August                    | [ 8 ]       | SA Ingolstadt                 | 26. Hundertschaft                                           | |
| 189 | Leib, Anton                         | [ 8 ]       | Bund Reichskriegsflagge       | Führer des Stoßtrupps Süd                                   | |
| 190 | Hübner, Ernst                       | [ 8 ]       | Bund Oberland                 | Bataillon Teja, 1. Kompanie                                 | |
| 191 | Füß, Simon                          | [ 8 ]       | Bund Oberland                 | Bataillon Teja, 1. Kompanie                                 | |
| 192 | Eder, Arthur                        | [ 8 ]       | Bund Oberland                 | Bataillon Teja, 1. Kompanie                                 | |
| 193 | Dallmaier, Josef                    | [ 8 ]       | SA-Regiment München           | Reiterkorps                                                 | |
| 194 | Grimm, Wilhelm                      | [ 8 ]       | SA Ingolstadt                 | 26. Hundertschaft                                           | |
| 195 | Klein, Karl                         | [ 8 ]       | SA Ingolstadt                 | 26. Hundertschaft                                           | |
| 196 | Niedermayr, Sebastian               | [ 8 ]       | SA Ingolstadt                 | 26. Hundertschaft                                           | |
| 197 | Krüger, Helmuth                     | [ 8 ]       | Bund Oberland                 | Bataillon Teja, 1. Kompanie                                 | |
| 198 | Gayde, Karl                         | [ 8 ]       | Bund Oberland                 | Bataillon Teja, 1. Kompanie                                 | |
| 199 | Niedermayr, Hans                    | [ 8 ]       | SA Ingolstadt                 | 26. Hundertschaft                                           | |

### Nr. 200 bis 299
| Nr. | Name                    | Bem.        | Einheit                  | Funktion am 9. Nov. 1923 bzw. Zugehörigkeit Untergliederung   | späterer Dienstgrad bzw. Amtsbezeichnung, sonstige Bemerkungen                                                        |
| --- | ----------------------- | ----------- | ------------------------ | ------------------------------------------------------------- | --- |
| 200 | August Brüschwiler      | [ 8 ]       | SA-Regiment München      | 6. Kompanie                                                   | |
| 201 | Kurt Blankertz          | [ 8 ]       | Bund Oberland            | Bataillon Teja, 2. Kompanie                                   | |
| 202 | Josef Zöttl             | [ 8 ]       | Bund Oberland            | Bataillon Teja, 2. Kompanie                                   | |
| 203 | Hans Schinner           | [ 8 ]       | Bund Oberland            | Bataillon Teja, Kompanie Egern                                | |
| 204 | Ferdinand Neuert        | [ 8 ]       | Bund Oberland            | Bataillon Teja                                                | |
| 205 | Alois Schwarzhuber      | [ 8 ]       | SA Ingolstadt            | 26. Hundertschaft                                             | |
| 206 | Josef Reichender        | [ 9 ]       | Bund Oberland            | II. Bataillon, 5. Kompanie                                    | |
| 207 | Otto Engelbrecht        | [ 9 ] [ 3 ] | Bund Oberland            | Bataillon Werdenfels                                          | |
| 208 | Carl Windschild         | [ 9 ]       | Bund Oberland            | II. Bataillon, 5. Kompanie                                    | |
| 209 | Ernst Staudt            | [ 9 ]       | Bund Oberland            | Bataillon Teja, 4. Kompanie                                   | |
| 210 | Hans Hagen              | [ 9 ]       | Bund Oberland            | Bataillon Teja, 2. Kompanie                                   | |
| 211 | Kasp. Schwarzhuber      | [ 9 ]       | SA Ingolstadt            | 26. Hundertschaft                                             | |
| 212 | Paul Lindner            | [ 9 ]       | Bund Oberland            | Bataillon Teja, Radfahrerkompanie                             | |
| 213 | -/-                     | [ 9 ]       |                          |                                                               | |
| 214 | Hans Hofmann            | [ 9 ]       | Bund Oberland            | Bataillon Teja, Radfahrerkompanie                             | |
| 215 | Ewald Reischenbeck      | [ 9 ]       | SA-Regiment München      | 5. Kompanie                                                   | |
| 216 | Arthur Rödl             | [ 9 ]       | Bund Oberland            | Bataillon Teja, Radfahrerkompanie                             | SS-Standartenführer                                                                                                   |
| 217 | Ludwig Rödl senior      | [ 9 ]       | Bund Oberland            | Bataillon Teja, Radfahrerkompanie                             | |
| 218 | Martin Germann          | [ 9 ]       | Bund Oberland            | Bataillon Teja, 4. Kompanie                                   | |
| 219 | Alfons Matzner          | [ 9 ]       | Bund Oberland            | Bataillon Teja, 1. Kompanie                                   | |
| 220 | Theodor Horn            | [ 9 ]       | SA Augsburg              | Bataillon Theodor Körner                                      | |
| 221 | Alois Scheicher         | [ 9 ]       | Bund Oberland            | Bataillon Teja, Radfahrerkompanie                             | |
| 222 | Lothar Birkner          | [ 9 ]       | Bund Oberland            | Bataillon Teja, 4. Kompanie                                   | |
| 223 | Julius Buchmiller       | [ 9 ]       | SA Holzkirchen           | Führer                                                        | Regierungsveterinärarzt (Leiter der Reichstierärztekammer für Bayern)                                                 |
| 224 | Josef Müller            | [ 9 ]       | Bund Oberland            | Bataillon Teja, Batterie Eichner                              | |
| 225 | Josef Hausner           | [ 9 ]       | Bund Oberland            | Bataillon Teja, 1. Kompanie                                   | |
| 226 | Josef Setz              | [ 9 ]       | Bund Oberland            | II. Bataillon, 6. Kompanie                                    | |
| 227 | Thorsten Christ         | [ 9 ]       | Sturmabteilung Roßbach   |                                                               | |
| 228 | Hermann Cronauer        | [ 9 ]       | Bund Oberland            | I. Bataillon, 2. MG-Kompanie                                  | |
| 229 | Franz Hilpert           | [ 9 ]       | SA Holzkirchen           |                                                               | |
| 230 | Karl Pfahler            | [ 9 ]       | Bund Oberland            | I. Bataillon Teja, Batterie Eichner                           | |
| 231 | Max Leitner             | [ 9 ]       | SA Holzkirchen           |                                                               | |
| 232 | Bruno Wimmel            | [ 9 ]       | Infanterieschule         |                                                               | ab 1939 Chef der 4. Kompanie (IR 36), ab 1. August 1934 Hauptmann (Inf.Reg.81), ab 1. April 1942 Oberstleutnant       |
| 233 | E. Hugel                | [ 9 ]       | Bund Oberland            | Führer des Schützenzuges Holzkirchen                          | |
| 234 | Hans Wagner             | [ 9 ]       | Bund Oberland            | II. Bataillon, 4. Kompanie                                    | |
| 235 | Bertram Mayer           | [ 9 ]       | SA Holzkirchen           |                                                               | |
| 236 | Thomas Schuster         | [ 9 ]       | Bund Oberland            | Bataillon Teja                                                | † 16. Juni 1935 |
| 237 | Ernst Müller            | [ 9 ]       | SA Holzkirchen           |                                                               | |
| 238 | Kurt Hornemann          | [ 9 ]       | Bund Oberland            | I. Bataillon, 2. MG-Kompanie                                  | Blutorden wurde später wieder aberkannt                                                                               |
| 239 | Walter A. Lang          | [ 9 ]       | Bund Oberland            | I. Bataillon, Führer 2. MG-Kompanie                           | SS-Sturmbannführer |
| 240 | Peter Badhorn           | [ 9 ]       | SA-Regiment München      | Artillerie-Abteilung                                          | |
| 241 | -/-                     | [ 9 ]       |                          |                                                               | |
| 242 | Ernst Molitorisz        | [ 9 ]       | Bund Oberland            | I. Bataillon, 2. MG-Kompanie                                  | |
| 243 | Wilhelm Petersen        | [ 9 ]       | Bund Oberland            | I. Bataillon, 2. MG-Kompanie                                  | |
| 244 | Erwin Puchala           | [ 9 ]       | Bund Oberland            | I. Bataillon, 2. MG-Kompanie                                  | |
| 245 | Paul Rosner             | [ 9 ]       | Bund Oberland            | I. Bataillon, 2. MG-Kompanie                                  | SS-Sturmbannführer |
| 246 | Wilhelm Staudinger      | [ 9 ]       | Bund Oberland            | I. Bataillon, 2. MG-Kompanie                                  | SS-Standartenführer                                                                                                   |
| 247 | Werner Hermann          | [ 9 ]       | Bund Oberland            | I. Bataillon, 2. MG-Kompanie                                  | |
| 248 | August Mair             | [ 9 ]       | Bund Oberland            | II. Bataillon, 7. Kompanie                                    | |
| 249 | Ludwig Doppler          | [ 9 ]       | Bund Oberland            | II. Bataillon, 5. Kompanie                                    | |
| 250 | Herbert von Hartz       | [ 9 ]       | Bund Oberland            | II. Bataillon, 8. Minenwerfer-Kompanie                        | |
| 251 | Walter Hellvoigt        | [ 9 ]       | Stab SA-Regiment München |                                                               | † 1934 |
| 252 | Karl Heinlein           | [ 9 ]       | Bund Oberland            | 1. Kompanie                                                   | |
| 253 | Kurt Heintz             | [ 9 ]       | Bund Oberland            | 1. Kompanie                                                   | |
| 254 | Ludwig Lagenwalter      | [ 9 ]       | Bund Oberland            | 1. Kompanie                                                   | |
| 255 | Ralph Stock             | [ 9 ]       | Bund Oberland            | 1. Kompanie                                                   | |
| 256 | Alfons Schmid           | [ 9 ]       | Bund Oberland            | 1. Kompanie                                                   | |
| 257 | Hans von Berchem        | [ 9 ]       | Bund Oberland            | I. Bataillon, 2. MG-Kompanie                                  | |
| 259 | Alfred Daunderer        | [ 3 ]       | Bund Oberland            | Bataillon Lautenbacher                                        | SS-Untersturmführer                                                                                                   |
| 262 | Karl Pieper             | [ 10 ]      | Freikorps Epp            |                                                               | SA-San.-Sturmhauptführer, Zahnärztlicher Reichsdozentenführer                                                         |
| 264 | Dr. jur. Rudolf Bechert | [ 3 ]       | Bund Oberland            | 2. Kompanie, I. Bataillon                                     | Leiter der Rechtspolitischen Arbeitsgemeinschaft, Rechtsberater der SA, Stellv. Kreiswalter des NS-Rechtswahrerbundes |
| 267 | Karl Braig              | [ 3 ]       | Bund Oberland            | 2. MG-Kompanie, I. Bataillon                                  | Mitbegründer des Deutsch Völkischen Alpenvereins 1924, Mitbegründer der SS                                            |
| 270 | Georg Basel             | [ 3 ]       | Bund Oberland            |                                                               | Teilnahme am Hitlerputsch                                                                                             |
| 274 | Otto Ertl               | [ 3 ]       | Bund Oberland            | 5. Kompanie, II. Bataillon                                    | SS-Oberscharführer, Teilnahme am Hitlerputsch                                                                         |
| 278 | Max von Lachmair        | [ 11 ]      | Infanterieschule         |                                                               | |
| 279 | Hans Feil               | [ 3 ]       | Bund Oberland            | 4. Kompanie, I. Bataillon                                     | Teilnahme am Hitlerputsch, Blutorden wurde angeblich am 11. November 1938 wieder aberkannt                            |
| 284 | Hermann Borkowsky       | [ 3 ]       | Bund Oberland            | Oberstleutnant, Führer III. Abteilung Artillerie-Regiment 198 | Mitattentäter gegen Franz Joseph Heinz und Teilnehmer am Hitlerputsch                                                 |
| 287 | Ernst Fiebig            | [ 3 ]       | Bund Oberland            | 2. Kompanie, II. Bataillon                                    | Mitglied in der SA und SS, Teilnahme am Hitlerputsch                                                                  |
| 296 | Karl Friedrich Baur     | [ 3 ]       | Bund Oberland            | 4. Kompanie, I. Bataillon                                     | SA-Obersturmbannführer                                                                                                |

### Nr. 300 bis 399
| Nr. | Name                                  | Bem.  | Einheit                                       | Funktion am 9. Nov. 1923 bzw. Zugehörigkeit Untergliederung | späterer Dienstgrad bzw. Amtsbezeichnung, sonstige Bemerkungen |
| --- | ------------------------------------- | ----- | --------------------------------------------- | ----------------------------------------------------------- | --- |
| 306 | Oscar Freiherr Lochner von Hüttenbach |       | Bund Oberland, II. Bataillon, 6. Kompanie     |                                                             | |
| 309 | Alfred Allendorf                      | [ 3 ] | Bund Oberland, II. Bataillon, 6. Kompanie     |                                                             | |
| 314 | Hermann Dolp                          | [ 3 ] | Bund Oberland, I. Bataillon, Radfahr-Kompanie |                                                             | SS-Obersturmbannführer, Mitglied Kommandostab RFSS |
| 325 | Anton Dunckern                        |       |                                               |                                                             | SS- und Polizeiführer, Generalmajor der Polizei |
| 331 | Josef Baumann                         | [ 3 ] | Bund Oberland                                 |                                                             | SS-Sturmbannführer (RSi-Hauptamt) |
| 352 | Ludwig Waldinger                      |       | SA Niederbayern, 7. Hundertschaft             |                                                             | |
| 353 | Georg Hölzl                           |       | Bund Oberland, II. Bataillon, 2. Batterie     |                                                             | |
| 354 | Franz Maier                           |       | Jungsturm Adolf Hitler                        |                                                             | |
| 355 | Eugen Maier                           |       | Jungsturm Adolf Hitler                        |                                                             | |
| 356 | Otto Pollinger                        |       | Jungsturm Adolf Hitler                        |                                                             | |
| 357 | Alfons Roth                           |       | Jungsturm Adolf Hitler                        |                                                             | |
| 373 | Curt-Ulrich von Gersdorff             |       | Infanterieschule                              |                                                             | Biographie: * 17. Dezember 1902 in Berleburg; Dienstrang: spätestens seit 1933 Rittmeister, 1. Oktober 1936 Oberstleutnant, 1. Juni 1939 Oberst, 1. Januar 1943 Generalmajor; Verwendung: 1. Juli 1933 bis 15. Oktober 1935 Regimentsadjutanten beim 11. (Preußisches) Reiter-Regiment der 2. Kavallerie-Division, 1942 Major, zuletzt 30. Oktober 1944 bis 8. Mai 1945: Chef des Stabes der 16. Armee. Generalmajor, † 2. Juli 1968 in Hameln. |
| 374 | Josef Meisinger                       |       |                                               | Führer des 3. Zuges der 2. Kompanie des Freikorps Oberland  | später Oberst der Polizei, SS-Standartenführer |
| 376 | Friedrich Armbruster                  |       | Bund Oberland                                 |                                                             | SS-Untersturmführer |
| 379 | Gottfried Bachhuber                   |       | Bund Oberland, II. Bataillon, 11. Kompanie    |                                                             | Teilnahme am Hitlerputsch |
| 387 | Franz Eirenschmalz                    | [ 3 ] | Bund Oberland, II. Bataillon, 6. Kompanie     |                                                             | zuletzt SS-Standartenführer (SS-W.-V-Hauptamt, Chef Amt C VI.) |

### Nr. 400 bis 499
| Nr. | Name                                       | Bem.   | Einheit                                         | Funktion am 9. Nov. 1923 bzw. Zugehörigkeit Untergliederung | späterer Dienstgrad bzw. Amtsbezeichnung, sonstige Bemerkungen |
| --- | ------------------------------------------ | ------ | ----------------------------------------------- | ----------------------------------------------------------- | --- |
|     | Carl von Wrede                             |        | Führer des Reiterkorps des SA-Regiments München |                                                             | Biographie: eigentl. Karl Ludwig Edmund Maria von Wrede: * 5. September 1876 in Pola/Istrien; Sohn des Eugen Fürst von Wrede u. d. Maria von Gutmannsthal-Benvenuti. 1895 Militärdienst, Rennreiter, 1905 Oberleutnant, 1910 Rittmeister. Kriegsdienst. 1914 Ritter des Militär-Max-Joseph-Ordens. Kgl. bayr. Kämmerer, Rittmeister a. D., 1941 Wohnsitz in München Verheiratet, keine Kinder. † 31. Januar 1947 in München. |
| 405 | Ludwig Ebensberger                         | [ 3 ]  | Bund Oberland                                   |                                                             | Teilnahme am Hitlerputsch, NSKK Staffelführer, 1932–1945 Wagenpfleger und Garagenmeister bei der Reichsleitung der NSDAP |
| 407 | Karl Hühnlein                              | [ 17 ] | Bund Reichskriegsflagge                         | Kanonenzug Casella                                          | Teilnahme am Hitlerputsch, SA-Sturmführer, Neffe von NSKK Kopsführer Adolf Hühnlein, Vorsitzender des Kreisgerichts, Stadtrat in Bad Tölz, Vorgesetzter im Wehrmeldeamt und NS-Führungsoffizier, NSDAP-Mitglied seit 1930, Mitglied der SA seit 1931 |
| 423 | Kurt Senfftleben                           |        | SA-Brigadeapotheker marschierte mit v. Wrede    | später, Standartenführer; PE 18.10.1922                     | Standartenführer, Vorsitzender des NSDAP-Kreisgerichtes Wasserburg a.Inn |
| 428 | Bernhardt Brügel                           | [ 3 ]  | 1. Kompanie, I. Bataillon Bund Oberland         |                                                             | Teilnahme am Hitlerputsch |
| 451 | Karl Biller                                | [ 3 ]  | Bataillon Lautenbacher, Bund Oberland           |                                                             | Teilnahme am Hitlerputsch |
| 454 | Eberhard von Quirsfeld                     |        | Bund Oberland, Bataillon Werdenfels             |                                                             | |
| 464 | Wilhelm Freiherr Marschall von Bieberstein | [ 3 ]  | Führungsstab der SA                             |                                                             | NSDAP-Landtagsabgeordneter |
| 458 | Wilhelm Aschka                             |        | Bund Oberland                                   |                                                             | 1937–38 Mitglied des Reichstags, SA-Brigadeführer, Gauamtsleiter und Gauobmann der Gauwaltung Schwaben der DAF |
| 478 | Julius Karl von Engelbrechten              |        | Stoßtrupp Adolf Hitler                          |                                                             | |
| 490 | Paul Hirschberg                            |        | Stoßtrupp Adolf Hitler                          |                                                             | SS-Standartenführer |

### Nr. 500 bis 599
| Nr. |  | Name                                  | Einheit                          | Funktion am 9. Nov. 1923 bzw. Zugehörigkeit Untergliederung | späterer Dienstgrad bzw. Amtsbezeichnung, sonstige Bemerkungen |
| --- |  | ------------------------------------- | -------------------------------- | ----------------------------------------------------------- | --- |
| 527 |  | Hans Buchner                          |                                  | Bund Oberland                                               | SS-Sturmbannführer |
| 550 |  | Karl Wörlein                          |                                  |                                                             | seit 1931 in der SS. Während des Zweiten Weltkrieges Angehöriger der Außenstelle des Rasse- und Siedlungshauptamtes-SS Amsterdam, Hauptsturmführer, stellv. Leiter der Zentralstelle für jüdische Auswanderung und Leiter der Hausratserfassungsstelle |
| 553 |  | Alois Braun                           | SA Regiment München, 5. Kompanie |                                                             | |
| 554 |  | Adam Christophel                      | SA Regiment München, 5. Kompanie |                                                             | |
| 555 |  | Lorenz Dischinger                     | SA Regiment München, 5. Kompanie |                                                             | |
| 556 |  | Wilhelm Fichtl                        | SA Regiment München, 5. Kompanie |                                                             | |
| 557 |  | Friedrich Fischer                     | SA Regiment München, 5. Kompanie |                                                             | |
| 567 |  | Karl Heuberger                        | SA Regiment München, 5. Kompanie |                                                             | |
| 568 |  | Franz Rabauser                        | SA Roßbach                       | Kavalleriezug                                               | |
| 570 |  | Adolf Küpfer                          | SA Regiment München, 5. Kompanie |                                                             | |
| 571 |  | Friedrich Küpfer                      | SA Regiment München, 5. Kompanie |                                                             | |
| 572 |  | Karl Lederer                          | SA Regiment München, 5. Kompanie |                                                             | von 1933 bis 1942 Bürgermeister von Freising bei München |
| 585 |  | Kaspar Kornig                         | SA Regiment München              | Reiterkorps                                                 | |
| 586 |  | Georg Aumeier                         | SA Regiment München, 5. Kompanie |                                                             | SS-Oberst-Gruppenführer, im Stab des Reichsführers SS |
| 587 |  | Alois Weiß                            | SA Regiment München, 5. Kompanie |                                                             | |
| 588 |  | Michael Steinbinder                   | Stoßtrupp Adolf Hitler           |                                                             | |
| 589 |  | Wilhelm Baur (Sohn von Schwester Pia) | SA Regiment München, 5. Kompanie |                                                             | später Leiter des Zentralverlags der NSDAP, Vizepräsident der Reichsschrifttumskammer und Hauptamtsleiter beim NSDAP-Reichsleiter für die Presse |
| 590 |  | Fritz Eisenschenk                     | SA Vilsbiburg                    |                                                             | |

### Nr. 600 bis 699
| Nr. | Name                       | Bem.  | Einheit                | Funktion am 9. Nov. 1923 bzw. Zugehörigkeit Untergliederung | späterer Dienstgrad bzw. Amtsbezeichnung, sonstige Bemerkungen                                        |
| --- | -------------------------- | ----- | ---------------------- | ----------------------------------------------------------- | --- |
| 601 | Emeran Schmid              |       | Sturmabteilung Roßbach |                                                             | SS-Nummer 34, Schutzhaftlagerführer des KZ Esterwegen                                                 |
| 614 | Adolf Rottenberger         |       | SA-Regiment München    | 7. Kompanie                                                 | Reichskassenverwalter der SS                                                                          |
| 619 | Alfred Bruno Eduard Greim  |       |                        |                                                             | Oberstleutnant, Kommandeur II./InfRgt 1 „Großdeutschland“                                             |
| 649 | Heinz Dürr                 | [ 3 ] |                        | 4. Kompanie, I. Bataillon Bund Oberland                     | |
| 652 | Martin Kohlroser           |       | SA-Regiment München    | 6. Kompanie                                                 | später SS-Oberführer und Oberführer der Waffen-SS                                                     |
| 660 | Heinrich Wilhelm Trambauer |       | SA-Regiment München    | 6. Kompanie, Fahnenträger während des Hitlerputsches        | wurde von einem SS-Vorgesetzten misshandelt, trug bleibende Hirnschäden davon, psychiatrische Anstalt |
| 661 | Georg Wiborg               |       | SA-Regiment München    | 6. Kompanie                                                 | |
| 686 | Heinz Joachim von Jarotzky |       | Infanterieschule       |                                                             | |

### Nr. 700 bis 799
| Nr. | Name                        | Bem.   | Einheit                                          | Funktion am 9. Nov. 1923 bzw. Zugehörigkeit Untergliederung | späterer Dienstgrad bzw. Amtsbezeichnung, sonstige Bemerkungen |
| --- | --------------------------- | ------ | ------------------------------------------------ | ----------------------------------------------------------- | --- |
| 714 | Jakob Grimminger            | [ 18 ] | Stoßtrupp Adolf Hitler                           |                                                             | Langjähriger Träger der Blutfahne, zuletzt SS-Standartenführer, war u. a. auch Träger des Koburger Ehrenzeichens |
| 715 | Albert Ampletzer            |        | Bund Oberland, SA-Obersturmführer                |                                                             | 1943 Ausschluss aus der NSDAP und SA wegen wiederholter Unterschlagung und Untreue |
| 730 | Josef Fleischmann           |        | Stoßtrupp Adolf Hitler                           |                                                             | Seit 1922 bayrischer Landespolizist, seit 1935 Offizier der Wehrmacht, zuletzt Major einer Gebirgsjägereinheit, erhielt 1941 das Deutsche Kreuz in Gold, 1942 gefallen, postum zum Oberstleutnant ernannt u. mit dem Ritterkreuz ausgezeichnet |
| 732 | Joachim von Moltke          |        | Bund Oberland                                    | Führer der 1. Kompanie                                      | Gaurichter und MdR |
| 736 | Theodor Albrecht            |        | Bund Oberland                                    |                                                             | |
| 740 | Erwin Brust                 | [ 3 ]  | 7. Kompanie I. Bataillon Bund Oberland           |                                                             | Teilnahme am Hitlerputsch |
| 741 | Otto von Lachemair          |        | Infanterieschule                                 |                                                             | |
| 748 | Karl Dörfler                | [ 3 ]  | 11. Kompanie II. Bataillon Bund Oberland         |                                                             | Teilnahme am Hitlerputsch als Führer, SS-Obersturmbannführer, nach 1945 Leiter der Kameradschaft der ehem. Blutordensträger |
| 753 | Josef Burkarth              | [ 3 ]  | Kompanie Werdenfels II. Bataillon Bund Oberland  |                                                             | |
| 756 | Karl Burkarth               | [ 3 ]  | 13. Kompanie Seefeld II. Bataillon Bund Oberland |                                                             | |
| 757 | Hans Ertl                   | [ 3 ]  | 14. Kompanie, II. Bataillon Bund Oberland        |                                                             | |
| 761 | Arnulf Streck               | [ 20 ] | Bund Oberland                                    |                                                             | Sonderbeauftragter des Reichsärzteführers und Verbindungsmann zur SA, Leitung der gesundheitlichen Betreuung der Reichsparteitage |
| 773 | Fritz Ebenböck              | [ 3 ]  | SA-Regiment München                              | Führer der 11. Kompanie                                     | SS-Oberführer, Oberbereichsleiter der NSDAP, Mitarbeiter beim Stab des Rasse- und Siedlungshauptamtes |
| 774 | Ludwig Ebenböck             | [ 3 ]  | SA-Regiment München                              | 11. Kompanie                                                | |
| 783 | Udo Freiherr von Wangenheim |        | SA-Regiment München                              | 11. Kompanie                                                | |

### Nr. 800 bis 899
| Nr. | Name                  | Bem.  | Einheit                                                      | Funktion am 9. Nov. 1923 bzw. Zugehörigkeit Untergliederung | späterer Dienstgrad bzw. Amtsbezeichnung, sonstige Bemerkungen |
| --- | --------------------- | ----- | ------------------------------------------------------------ | ----------------------------------------------------------- | -------------------------------------------------------------- |
| 805 | Benedikt Dietenhauser | [ 3 ] | 1. Kompanie, I. Bataillon Bund Oberland                      |                                                             | Teilnahme am Hitlerputsch                                      |
| 864 | Anton Fauer           | [ 3 ] | 2. Kompanie, SA-Regiment München, Freikorps Oberland und Epp |                                                             | Teilnahme am Hitlerputsch                                      |

### Nr. 900 bis 999
| Nr. | Name                        | Bem.                          | Einheit                                              | Funktion am 9. Nov. 1923 bzw. Zugehörigkeit Untergliederung | späterer Dienstgrad bzw. Amtsbezeichnung, sonstige Bemerkungen |
| --- | --------------------------- | ----------------------------- | ---------------------------------------------------- | ----------------------------------------------------------- | -------------------------------------------------------------- |
| 901 | Hermann Kötzolde            | Regiment Rossbach             | 7. SS Freiwilligen Gebirgsjäger Division Prinz Eugen |                                                             | SS-Sturmbannführer 20. April 1944                              |
| 919 | Josef Binder                | [ 3 ]                         | 2. Kompanie, I. Bataillon Bund Oberland              |                                                             | Teilnahme am Hitlerputsch                                      |
| 922 | Peter Eichner               | [ 3 ]                         | Nachrichtenzug, I. Bataillon Bund Oberland           |                                                             | Teilnahme am Hitlerputsch                                      |
| 942 | Ludwig Bort                 | [ 3 ]                         | 2. Kompanie, I. Bataillon Bund Oberland              |                                                             | Teilnahme am Hitlerputsch, SS-Obersturmführer                  |
| 954 | Felix Buchner               | Sturmbataillon Theodor Körner | SA-Kommando Schwaben                                 |                                                             | Obersturmführer                                                |
| 957 | Max Freiherr von Tautphoeus |                               | Infanterieschule                                     |                                                             | vgl. Franz Taut                                                |
| 968 | Wilhelm Brückner            |                               |                                                      | SA-Obergruppenführer                                        | persönlicher Adjutant Hitlers                                  |

### Nr. 1000 bis 1099
| Nr.  | Name                  | Bem.  | Einheit          | Funktion am 9. Nov. 1923 bzw. Zugehörigkeit Untergliederung | späterer Dienstgrad bzw. Amtsbezeichnung, sonstige Bemerkungen |
| ---- | --------------------- | ----- | ---------------- | ----------------------------------------------------------- | -------------------------------------------------------------- |
| 1005 | Peter Bichlmaier      | [ 3 ] | Bund Oberland    |                                                             | SS-Untersturmführer                                            |
| 1008 | Otto Attenberger      | [ 3 ] | Bund Oberland    |                                                             | SA-Sturmführer, städt. Oberfahrmeister der Straßenbahn München |
| 1014 | Ernst-August von Nest |       | Infanterieschule |                                                             |                                                                |
| 1031 | Karl Meukel           |       |                  |                                                             | SA-Oberscharführer                                             |

### Nr. 1100 bis 1199
| Nr.  | Name                     | Bem.  | Einheit             | Funktion am 9. Nov. 1923 bzw. Zugehörigkeit Untergliederung | späterer Dienstgrad bzw. Amtsbezeichnung, sonstige Bemerkungen |
| ---- | ------------------------ | ----- | ------------------- | ----------------------------------------------------------- | -------------------------------------------------------------- |
| 1100 | Ludwig Lazarus           |       | SA Ingolstadt       |                                                             |                                                                |
| 1101 | Alois Liegl              |       | SA Ingolstadt       |                                                             |                                                                |
| 1102 | Georg Muhr               |       | SA Ingolstadt       |                                                             |                                                                |
| 1103 | Albert Redler            |       | SA Ingolstadt       |                                                             |                                                                |
| 1104 | Franz Reuthlinger        |       | SA Ingolstadt       |                                                             |                                                                |
| 1105 | Wilhelm Reuthlinger      |       | SA Ingolstadt       |                                                             |                                                                |
| 1106 | Josef Rixner             |       | SA Ingolstadt       |                                                             |                                                                |
| 1107 | Hans Bochholz            |       | SA Ingolstadt       |                                                             |                                                                |
| 1108 | Max Thum                 |       | SA Regiment München | Führer des Musikzuges                                       |                                                                |
| 1109 | Josef Demmel             |       | SA Regiment München | Musikzug                                                    |                                                                |
| 1110 | Wilhelm Dachs            |       | SA Regiment München | Musikzug                                                    |                                                                |
| 1112 | Karl Neumann             |       | SA Regiment München | Musikzug                                                    |                                                                |
| 1054 | Emil Klein               |       | SA-Regiment München | 1. Kompanie                                                 | ab 1936 MdR                                                    |
| 1125 | Hans Fritz Sohns         |       | Reichswehr          |                                                             |                                                                |
| 1126 | Rudolf Scharffe          |       | Infanterieschule    |                                                             |                                                                |
| 1127 | Max Baumgärtner          |       | SA Regiment München | Artillerieabteilung                                         |                                                                |
| 1128 | Josef Bayer              |       | SA Regiment München | Artillerieabteilung                                         |                                                                |
| 1129 | Viktor von Berg          |       | SA Regiment München | Artillerieabteilung                                         |                                                                |
| 1130 | Franz Danner             |       | SA Regiment München | Artillerieabteilung                                         |                                                                |
| 1140 | Emil Senftinger          |       | SA Regiment München | 8. Kompanie                                                 |                                                                |
| 1141 | Georg Vogt               |       | SA Regiment München | 8. Kompanie                                                 |                                                                |
| 1142 | Heinrich Wölfle          |       | SA Regiment München | 8. Kompanie                                                 |                                                                |
| 1143 | Karl Zenger              |       | SA Regiment München | 8. Kompanie                                                 |                                                                |
| 1144 | Andreas Feistl           |       | SA Regiment München | 8. Kompanie                                                 |                                                                |
| 1145 | Anton Heigl              |       | SA Regiment München | 8. Kompanie                                                 |                                                                |
| 1146 | Alois Jegg               |       | SA Regiment München | 10. Kompanie                                                |                                                                |
| 1147 | Rudolf Kutzner           |       | SA Regiment München | 9. Kompanie                                                 |                                                                |
| 1148 | Eugen Lang               |       | SA Regiment München | 9. Kompanie                                                 |                                                                |
| 1149 | Albert Penzkofer         |       | SA Regiment München | 9. Kompanie                                                 |                                                                |
| 1150 | Georg Ziegler            |       | SA Regiment München | 9. Kompanie                                                 |                                                                |
| 1151 | Adam Weber               |       | SA Regiment München | Artillerieabteilung                                         |                                                                |
| 1155 | Claus Holst              |       | SA Regiment München | Artillerieabteilung                                         |                                                                |
| 1175 | Günther von Braunschweig |       | Infanterieschule    |                                                             |                                                                |
| 1178 | Wolfgang Dörfler         | [ 3 ] |                     | 11. Kompanie II. Bataillon Bund Oberland                    | NSKK Obersturmführer                                           |
| 1195 | Otto Dold                | [ 3 ] |                     | 3. Kompanie I. Bataillon Bund Oberland                      | Obergefreiter Nachrichtenabteilung 113                         |

### Nr. 1200 bis 1299
| Nr.  | Name              | Bem.  | Einheit                                                 | Funktion am 9. Nov. 1923 bzw. Zugehörigkeit Untergliederung                 | späterer Dienstgrad bzw. Amtsbezeichnung, sonstige Bemerkungen                      |
| ---- | ----------------- | ----- | ------------------------------------------------------- | --------------------------------------------------------------------------- | ----------------------------------------------------------------------------------- |
| 1205 | Anton Engelbrecht | [ 3 ] |                                                         | Kompanie Werdenfels, II. Bataillon Bund Oberland, Teilnahme am Hitlerputsch |                                                                                     |
| 1206 | Elk Eber          | [ 3 ] | SA                                                      |                                                                             | späterer Kriegsmaler, Zeichner für NS-Zeitungen wie z. B. den Völkischen Beobachter |
| 1227 | Oskar Enders      | [ 3 ] | SA                                                      | Kompanie Planegg / II Bataillon Bund Oberland, Teilnahme am Hitlerputsch    |                                                                                     |
| 1229 | Theodor von Sperl |       | SA-Regiment München                                     | 8. Kompanie                                                                 |                                                                                     |
| 1264 | Fritz Bischoff    | [ 3 ] | 2. Maschinengewehr-Kompanie, I. Bataillon Bund Oberland |                                                                             |                                                                                     |
| 1271 | Toni Weiß         |       | SA Regiment Nordwest                                    | Abteilung Starnberg                                                         |                                                                                     |
| 1272 | Josef Buchner     |       | SA Regiment Nordwest                                    | Abteilung Starnberg                                                         |                                                                                     |
| 1273 | Franz Buchner     |       | SA Regiment Nordwest                                    | Abteilung Starnberg                                                         | MdR und Bürgermeister von Starnberg bei München                                     |
| 1274 | Max Pöhlmann      |       | SA Regiment Nordwest                                    | Abteilung Starnberg                                                         |                                                                                     |
| 1275 | Georg Schmid      |       | SA Regiment Nordwest                                    | Abteilung Starnberg                                                         |                                                                                     |
| 1276 | Nikolaus Gröbner  |       | SA Regiment Nordwest                                    | Abteilung Starnberg                                                         |                                                                                     |

### Nr. 1300 bis 1399
| Nr.  | Name                           | Bem.  | Einheit                                   | Funktion am 9. Nov. 1923 bzw. Zugehörigkeit Untergliederung | späterer Dienstgrad bzw. Amtsbezeichnung, sonstige Bemerkungen                                             |
| ---- | ------------------------------ | ----- | ----------------------------------------- | ----------------------------------------------------------- | --- |
| 1301 | Prof. Dr. med. Ernst Bach      |       | Bund Oberland                             |                                                             | Dekan Med. Fakultät Universität Marburg, Oberstabsarzt, Gauamtsleiter Amt für Volksgesundheit der NSDAP    |
| 1309 | Wessel Freytag von Loringhoven |       | Infanterieschule                          |                                                             | späterer Widerstandskämpfer beim Attentat vom 20. Juli 1944, Oberst im Generalstab der deutschen Wehrmacht |
| 1310 | Ulrich Bürker                  |       | Ritterkreuzträger der 10. Panzer-Division |                                                             | |
| 1312 | Alfons Baur                    |       | SA Niederbayern, 7. Hundertschaft         |                                                             | |
| 1353 | Josef Artmann                  | [ 3 ] | Bund Oberland                             |                                                             | SS-Oberscharführer, Wachhabender bei der Wache an den Ehrentempeln                                         |
| 1362 | Adolf Ritter von Denk          | [ 3 ] | Bund Oberland                             |                                                             | NSKK-Obergruppenführer                                                                                     |
| 1389 | Eugen Baumgartner              | [ 3 ] | Bund Oberland                             | 3. Kompanie, I. Bataillon Bund Oberland                     | |
| 1356 | Hans Kobelinski                |       | Bund Oberland                             | 6. Kompanie, 2. Bataillon                                   | Mitarbeiter von Heydrich, später Ausschluss aus SD, SS und NSDAP                                           |
| 1371 | Karl Ehrhardt                  | [ 3 ] | 2. Kompanie, 1. Bataillon Bund Oberland   |                                                             | SS-Oberscharführer, Wachhabender bei der Wache an den Ehrentempeln                                         |
| 1390 | Richard Ernst                  | [ 3 ] | 1. Kompanie, 2. Bataillon Bund Oberland   |                                                             | Oberstleutnant/Oberst und Kommandeur des Gebirgsjäger-Regiment 100                                         |

### Nr. 1400 bis 1499
| Nr.  | Name                              | Bem.   | Einheit                       | Funktion am 9. Nov. 1923 bzw. Zugehörigkeit Untergliederung | späterer Dienstgrad bzw. Amtsbezeichnung, sonstige Bemerkungen |
| ---- | --------------------------------- | ------ | ----------------------------- | ----------------------------------------------------------- | --- |
| 1400 | Rudolf Fruhtrunk                  | [ 21 ] | Stab des Führers              |                                                             | |
| 1401 | Ernst Jaeger                      | [ 21 ] | Bund Oberland                 | II. Bataillon Teja, 4. Kompanie                             | |
| 1402 | Wilhelm Bechstein                 | [ 21 ] | Infanterieschule              |                                                             | |
| 1403 | -/-                               | [ 21 ] |                               |                                                             | |
| 1404 | -/-                               | [ 21 ] |                               |                                                             | |
| 1405 | Ludwig Schöner                    | [ 21 ] | SA-Regiment Nordwest          | Abteilung Starnberg                                         | |
| 1406 | Wolfgang Maucke                   | [ 21 ] | Infanterieschule              |                                                             | |
| 1407 | Otto Herzog                       | [ 21 ] | Reichswehr                    |                                                             | |
| 1408 | Karl Ostberg                      | [ 21 ] | SA-Regiment München           | 1. Kompanie                                                 | † 30. Mai 1935 |
| 1409 | Johann Bäumer                     | [ 21 ] | SA-Regiment München           | 4. Kompanie                                                 | |
| 1410 | Hans Hammerschmidt                | [ 21 ] | Bund Reichskriegsflagge       | Stammabteilung                                              | |
| 1411 | Andreas Guggenbichler             | [ 21 ] | Bund Oberland                 | Bataillon Teja, 3. Kompanie                                 | |
| 1412 | Johann Bauer                      | [ 21 ] | Sturmabteilung Roßbach        |                                                             | |
| 1413 | Johannes Botzenhardt              | [ 21 ] | SA Holzkirchen                |                                                             | |
| 1414 | Karl Zeder                        | [ 21 ] | SA Ingolstadt                 |                                                             | |
| 1415 | Ludwig Frieß                      | [ 21 ] | Bund Oberland                 | Bataillon Lautenbacher                                      | |
| 1416 | Richard Maresch                   | [ 21 ] | Jungsturm Adolf Hitler        |                                                             | |
| 1417 | Hans Werner                       | [ 21 ] | SA-Regiment München           | 7. Kompanie                                                 | |
| 1418 | Anton Kammhuber                   | [ 21 ] | Bund Oberland                 | II. Bataillon, 11. Kompanie                                 | |
| 1419 | Ludwig Treiber                    | [ 21 ] | Bund Oberland                 | Bataillon Werdenfels                                        | |
| 1420 | Hans Weckmann                     | [ 21 ] | Infanterieschule              |                                                             | |
| 1421 | Ernst Merk                        | [ 21 ] | Infanterieschule              |                                                             | |
| 1422 | Ernst Hellenbrand                 | [ 21 ] | Infanterieschule              |                                                             | |
| 1423 | Hellmuth Petzold                  | [ 21 ] | Infanterieschule              |                                                             | |
| 1424 | Walter Brehmer                    | [ 21 ] | Infanterieschule              |                                                             | |
| 1425 | August Syska                      | [ 21 ] | Sturmabteilung Roßbach        |                                                             | |
| 1426 | Wilhelm Ludwig                    | [ 21 ] | Infanterieschule              |                                                             | |
| 1427 | Ludwig Maier                      | [ 21 ] | Infanterieschule              |                                                             | |
| 1428 | Franz Schraml                     | [ 21 ] | Infanterieschule              |                                                             | |
| 1429 | Georg Tietze                      | [ 21 ] | Infanterieschule              |                                                             | |
| 1430 | Rudolf Scheidler                  | [ 21 ] | SA-Regiment München           | 2. Kompanie                                                 | Blutorden wurde später wieder aberkannt |
| 1431 | Hans Gerber                       | [ 21 ] | SA Ingolstadt                 |                                                             | |
| 1432 | Walter Staudinger                 | [ 21 ] | Kampfbund München             |                                                             | |
| 1433 | Otto Ilzhöfer                     | [ 21 ] | Stab des SA-Regiments München |                                                             | |
| 1434 | Max Valérien                      | [ 21 ] | SA-Regiment München           | Musikzug                                                    | |
| 1435 | Hans Doebner                      | [ 21 ] | Infanterieschule              |                                                             | |
| 1436 | Jakob Royer                       | [ 21 ] | SA-Regiment                   | 13. Kompanie                                                | |
| 1437 | Karl Georg Gerner                 | [ 21 ] | SA-Regiment                   | 13. Kompanie                                                | |
| 1438 | Karl Tries                        | [ 21 ] | SA-Regiment                   | 13. Kompanie                                                | |
| 1439 | Karl Christl                      | [ 21 ] | SA-Regiment                   | 13. Kompanie                                                | |
| 1440 | Xaver Schnitzler                  | [ 21 ] | SA-Regiment                   | 13. Kompanie                                                | |
| 1441 | Josef Winter                      | [ 21 ] | Bund Oberland                 | Bataillon Werdenfels                                        | |
| 1442 | Max Engelbrecht                   | [ 21 ] | Bund Oberland                 | Bataillon Werdenfels                                        | |
| 1443 | Konrad Dumser                     | [ 21 ] | Bund Oberland                 | Bataillon Werdenfels                                        | |
| 1444 | Hans Wieser                       | [ 21 ] | Sturmabteilung Roßbach        |                                                             | |
| 1445 | Wilhelm Schwarzkopf               | [ 21 ] | Sturmabteilung Roßbach        |                                                             | |
| 1446 | Ernst Ludwig Leyser               | [ 21 ] | SA-Regiment Nordwest          | Abteilung Starnberg                                         | |
| 1447 | Walter Eck                        | [ 21 ] | Bund Oberland                 | Bataillon Werdenfels                                        | |
| 1448 | -/-                               | [ 21 ] |                               |                                                             | |
| 1449 | Anton Berchtenbreiter             | [ 21 ] | Infanterieschule              |                                                             | |
| 1450 | Raimund Lorenzer                  | [ 21 ] | Stab des SA-Regiments München |                                                             | |
| 1451 | Johann Neumayr                    | [ 21 ] | SA-Regiment München           | 8. Kompanie                                                 | |
| 1452 | Wolf-Dietrich von Xylander        | [ 22 ] | Infanterieschule              |                                                             | Generalleutnant |
| 1453 | Eduard Zorn                       | [ 22 ] | Infanterieschule              |                                                             | Generalmajor |
| 1454 | Kurt Hahn                         | [ 22 ] | Infanterieschule              |                                                             | Oberst und Widerstandskämpfer des 20. Juli 1944 |
| 1455 | Walter Friedrich Otto Ernst Clotz | [ 22 ] | Infanterieschule              |                                                             | Biographie: * 25. März 1901 in Schwickartshausen, † 13. September 1941 bei Kattelewo südl. Leningrad (ruht wahrscheinlich als unbekannter Soldat auf der Kriegsgräberstätte Sologubowka); verheiratet mit Margot Freiin von dem Bussche-Haddenhausen; Militärische Laufbahn: 1. Juli 1934 Hauptmann, 1. September 1941 Oberst. |
| 1456 | Otto Meythaler                    | [ 22 ] | Infanterieschule              |                                                             | Militärische Laufbahn: 1. Oktober 1934 Hauptmann, 1. März 1942 Oberstleutnant |
| 1457 | Friedrich (Fritz) Brohm           | [ 22 ] | Infanterieschule              |                                                             | Militärische Laufbahn: 1. November 1934 Hauptmann, 1. September 1943 Oberst |
| 1458 | Herman(n) Axel von Nordenskjöld   | [ 22 ] | Infanterieschule              |                                                             | Biographie: Eigentlich Axel Hermann von Nordenskjöld, * 6. August 1903 in Cottbus, † 1976; Militärische Laufbahn: 1. Oktober 1934 Rittmeister, 1937 9. Kav. Rgt., Wohnsitz Beeskow (Mark), verheiratet, Kinder; 1. Januar 1943 Oberst; Dienstposten: 29. Juni 1944 bis 31. August 1944: Kommandeur der Kavalleriebrigade 4; Auszeichnungen: Kriegsverdienstkreuz I. Klasse mit Schwertern, 28. März 1945: Deutsches Kreuz in Silber. |
| 1459 | Andreas Nielsen                   | [ 22 ] | Infanterieschule              |                                                             | Biographie: * 23. Dezember 1899 in Flensburg, † 24. April 1957 in Flensburg; ab 16. Oktober 1917 Kriegsfreiwilliger im Kaiserlichen Heer; Militärische Laufbahn: 1918 Gefreiter, 1. Dezember 1924 Leutnant, 1. Oktober 1929 Oberleutnant, 1. August 1934 Hauptmann, 1. August 1936 Major, 1. Oktober 1939 zum Oberstleutnant, 1. Oktober 1941 Oberst, 1. Mai 1943 Generalmajor, 1. Juli 1944 Generalleutnant, vom 23. Mai 1945 bis zum 7. Juli 1947 in britischer Kriegsgefangenschaft; Dienstposten: zuletzt Chef des Generalstabes der Luftflotte Reich; Auszeichnungen: 1939 Eisernes Kreuz II. und I. Klasse, Dienstauszeichnung für 4-jährige, 12-jährige, und 18-jährige Dienstzeit, 16. November 1941 Finnischer Orden des Freiheitskreuzes II. Klasse, 20. April 1942 Deutsches Kreuz in Gold. |
| 1460 | Hans Remer                        | [ 22 ] | Infanterieschule              |                                                             | |
| 1461 | Franz Linbrunn                    | [ 22 ] | Infanterieschule              |                                                             | * 17. April 1904 in München, 1. Januar 1942 in Ssedejniza; Militärische Laufbahn: 1. Oktober 1934 Rittmeister, Oberstleutnant; Auszeichnungen: 26. Dezember 1941 Deutsches Kreuz in Gold. |
| 1462 | Otto Schaefer                     | [ 22 ] | Infanterieschule              |                                                             | |
| 1463 | Volkmar Zahn                      | [ 22 ] | Infanterieschule              |                                                             | Oberstleutnant bei den Pionieren, später ab April 1960 Schulleiter der THW-Bundesschule in Hoya |
| 1464 | Wolf von Kahlden                  | [ 22 ] | Infanterieschule              |                                                             | Oberst in der Wehrmacht und Brigadegeneral in der Bundeswehr |
| 1465 | Franz Falkner                     | [ 22 ] | Infanterieschule              |                                                             | |
| 1466 | Joachim Stelzer                   | [ 22 ] | Infanterieschule              |                                                             | |
| 1467 | Wilhelm Schaeffer                 | [ 22 ] | Infanterieschule              |                                                             | |
| 1468 | Berthold von Bassewitz            | [ 22 ] | Infanterieschule              |                                                             | |
| 1469 | Ulrich Eschenbach                 | [ 22 ] | Infanterieschule              |                                                             | |
| 1470 | Herwart Karl Hermann Schmeling    | [ 22 ] | Infanterieschule              |                                                             | Biographie: * 12. November 1903 in der Stadt Belgard oder im Dorf Belgard (beides preußische Provinz Pommern), † 25. Juli 1944 ca. 1,5 km westlich von Frampol; Verwendung: 1943 Kommandeur des Panzer-Artillerie-Regiments 119 der 1. Panzer-Division; Auszeichnungen: 6. Dezember 1943 Deutsches Kreuz in Gold; Dienstrang: 1. Oktober 1934 Hauptmann, spätestens seit 1943 Oberstleutnant, 1. Oktober 1943 Oberst. |
| 1471 | Hermann Meyer                     | [ 22 ] | Infanterieschule              |                                                             | |
| 1472 | Otto von Detten                   | [ 22 ] | Infanterieschule              |                                                             | |
| 1473 | Arthur Baron von Holtey           | [ 22 ] | Infanterieschule              |                                                             | Die Verleihung des Blutordens erfolgte an alle Offiziersschüler unabhängig von ihrer politischen Einstellung. Biographie: (* 1904 in Kunden (Kurland); † 1983 in Hannover); Sohn von Arthur Baron von Holtey († 1919 in Birsen (Kurland)); von 1929 bis in die späten 1930er Jahre sportlicher Jagdreiter; Militärische Karriere: Dienstränge: spätestens seit 1929: Leutnant, spätestens ab 1934: Rittmeister, 1. April 1942: Oberstleutnant (Rangdienstalter Nr. 785), 1. Januar 1944: Oberst; Dienstposten: Vorkriegseinheit: 11. (Preußisches) Reiter-Regiment, von Anfang 1940 bis zum 31. Oktober 1942: Führer der Aufklärungs-Abteilung 171 der 71. Infanterie-Division in Stalingrad?, 1943: Kommandeur des Panzer-Regiment 2 der 16. Panzer-Division, 1944: Kommandeur des Panzer-Regiment 24 der 24. Panzer-Division, Oktober bis Dezember 1944: Oberst und Kommandeur der 3. Kavallerie-Brigade. Bruder von Major Friedrich-Wilhelm Baron von Holtey (* 1915 in Birsen (Kurland); † 1. Mai 1944 in der Nähe von Chișinău).                                                                                            |
| 1474 | Karl von Puttkamer                | [ 22 ] | Infanterieschule              |                                                             | |
| 1475 | Constantin Wagner                 | [ 22 ] | Infanterieschule              |                                                             | |
| 1476 | Georg-Hennig von Heydebreck       | [ 22 ] | Infanterieschule              |                                                             | Biographie: * 27. Dezember 1903 in Potsdam, 12. April 1976 in Ahrensburg; Eltern: Hans Sigismund von Heydebreck (1866–1935) und Emilie Lichteberg (1869–1956), vier Geschwister, Heirat am 29. Mai 1931 mit Ellen Wilkins in Hornow-Wadelsdorf, mit der er eine Tochter und einen Sohn hat; Militärischer Laufbahn: 1. Oktober 1934 Hauptmann, 1. Juni 1940 Major, Oberstleutnant, 1. Juni 1943 Oberst; Dienstposten: zuletzt Kommandeur bei der Fallschirm-Panzer-Division 1 Hermann Göring; Auszeichnungen: Eisernes Kreuz II. und I. Klasse, Panzerkampfabzeichen in silber, Verwundetenabzeichen (1939) in schwarz, 23. Oktober 1942 Deutsches Kreuz in Gold, 28. März 1943 Anerkennungsurkunde des Oberbefehlshabers des Heeres für hervorragende Leistungen auf dem Schlachtfeld, 25. Juni 1944 Ritterkreuz des Eisernen Kreuzes; Ehrenritter des Johanniterorden; nach dem Krieg wurde ein Spruchkammerverfahren in Böblingen durchgeführt; zuletzt Oberst d. R. der Bundeswehr a. D. |
| 1477 | Robert Josef Macher               | [ 22 ] | Infanterieschule              |                                                             | Biographie: * 18. November 1902 in München; † 22. Oktober 1949 im Kriegsgefangenenlager 159 in Odessa (Selbstmord); Eltern: Oberst (11. Oktober 1914) und späterer Generalmajor a. D. Georg Jakob Joseph Macher (* 9. Februar 1865 in Würzburg) beim Königlich Bayerisches 3. Feldartillerie-Regiment „Prinz Leopold“ und dessen Ehefrau Eugenie, geb. Rotter; Militärische Laufbahn: 30. April 1920 überzähliger Gefreiter, 1. Mai 1921 Fahnenjunker, Herbst 1923 Fähnrich, Herbst 1924 Oberfähnrich, 1. Dezember 1924 Leutnant, 1. April 1928 Oberleutnant, 1. Juli 1934 Hauptmann, 1. Juni 1939 / 1. Januar 1941 (Patent erhalten) Major, 1. März 1942 Oberstleutnant, 1. Januar 1943 Oberst, 30. Januar 1945 Generalmajor; ab 9. Mai 1945 in Hela in sowjetischer Kriegsgefangenschaft; Auszeichnungen: am 14. Mai 1945 Ritterkreuz des Eisernen Kreuzes durch Funkspruch der Regierung Dönitz (umstritten, da nach Kapitulation); Dienstposten: zuletzt 1. August 1944 bis 7. April 1945: Chef des Generalstabes der 2. Armee, danach Umbenennung in AOK Preußen: Macher blieb Chef des Generalstabes bis zur Kapitulation. |
| 1478 | Hans Dietenhauser                 | [ 22 ] | Infanterieschule              |                                                             | Träger des Koburger Ehrenzeichens |
| 1479 | Alfred Renner                     | [ 22 ] | Infanterieschule              |                                                             | |
| 1480 | Paul Herrmann                     | [ 22 ] | Infanterieschule              |                                                             | |
| 1481 | Friedrich Haerle                  | [ 22 ] | Infanterieschule              |                                                             | |
| 1482 | Josef Schmid                      | [ 22 ] | Infanterieschule              |                                                             | |
| 1483 | Erich Sosna                       | [ 22 ] | Infanterieschule              |                                                             | Biographie: * 18. Februar 1902, † 7. September 1940 (ruht in der Deutsche Kriegsgräberstätte Champigny-Saint-André); Militärische Laufbahn: 1. August 1934 Hauptmann (als Ib beim XIV. Armeekorps), 1. April 1940 Major. |
| 1484 | Fritz Hessel                      | [ 22 ] | Infanterieschule              |                                                             | |
| 1485 | Fritz Wupper                      | [ 22 ] | Infanterieschule              |                                                             | |
| 1486 | Theodor Kretschmer                | [ 22 ] | Infanterieschule              |                                                             | Biographie: * 26. November 1902 in Burghaun; † 5. Januar 1986 in Schlitz; Militärische Laufbahn: 1923 Fähnrich, 1924 Oberfähnrich, 1. Dezember 1924 Leutnant, 1. April 1928 Oberleutnant, 1. August 1934 Hauptmann, 1. April 1939 Major, 1. April 1941 Oberstleutnant, 1. Oktober 1942 Oberst, 1. April 1945 Generalmajor; Dienstposten: zuletzt Kommandeur der 17. Panzer-Division, in sowjetischer Kriegsgefangenschaft vom 11. Mai 1945 bis zum 10. November 1955; Auszeichnungen: 9. November 1933: Blutorden, 1938: Medaille zur Erinnerung an den 13. März 1938 und Medaille zur Erinnerung an den 1. Oktober 1938, 1939: Eisernes Kreuz II. Klasse und I. Klasse, Dienstauszeichnung für 4-jährige, 12-jährige, und 18-jährige Dienstzeit, 3. Oktober 1942: Deutsches Kreuz in Gold, 5. März 1945: Nennung im Ehrenblatt des Heeres, 8. März 1945: Ritterkreuz des Eisernen Kreuzes. |
| 1487 | Bernhard Stadie                   | [ 22 ] | Infanterieschule              |                                                             | Biographie: * 3. Juni 1902 in Pröbbernau, † 28. Januar 1943 in Stalingrad; Militärische Laufbahn: 1. September 1934 Hauptmann (z. V. des OBH des Heeres), 1. April 1942 Oberstleutnant. |
| 1488 | Anton Schub                       | [ 22 ] | Infanterieschule              |                                                             | Verwendung: April 1942 Kommandeur des Luftwaffen-Feld-Regiment 5 der 21. Luftwaffen-Felddivision, August 1943 Kommandeur des Luftwaffen-Jäger-Regiment 30 der 15. Luftwaffen-Felddivision, Dienstrang Oberst |
| 1489 | Hans Ilgen                        | [ 22 ] | Infanterieschule              |                                                             | Verwendung: 1942 bis 1943 Kommandeur des Panzerregiments 27 der 19. Infanterie-Division, Dienstrang: Oberst |
| 1490 | Max Leidl                         | [ 22 ] | Infanterieschule              |                                                             | |
| 1491 | Hermann Höfle (SS-Mitglied, 1898) | [ 22 ] | Bund Reichskriegsflagge       | Stammabteilung                                              | SS-Obergruppenführer |
| 1492 | -/-                               | [ 22 ] |                               |                                                             | |
| 1493 | Julius von Bernuth                | [ 25 ] | Infanterie-Regiment           |                                                             | Generalmajor |
| 1494 | Franz Engelmayr                   | [ 22 ] | Bund Oberland                 | II. Bataillon, 5. Kompanie                                  | |
| 1495 | -/-                               | [ 22 ] |                               |                                                             | |
| 1496 | -/-                               | [ 22 ] |                               |                                                             | |
| 1497 | -/-                               | [ 22 ] |                               |                                                             | |
| 1498 | -/-                               | [ 22 ] |                               |                                                             | |
| 1499 | -/-                               | [ 22 ] |                               |                                                             | |

### Nr. 1500 bis 1599
| Nr.  | Name                 | Bem.   | Einheit                                | Funktion am 9. Nov. 1923 bzw. Zugehörigkeit Untergliederung | späterer Dienstgrad bzw. Amtsbezeichnung, sonstige Bemerkungen |
| ---- | -------------------- | ------ | -------------------------------------- | ----------------------------------------------------------- | -------------------------------------------------------------- |
| 1500 | -/-                  | [ 22 ] |                                        |                                                             |                                                                |
| 1531 | Karl Heinrich Bücher | [ 3 ]  | Bund Oberland 2. Kompanie I. Bataillon |                                                             | SA-Oberführer, Oberleutnant Fliegertruppe                      |

### Weitere (Nr. nicht bekannt)
| Name                     | Einheit                | Funktion am 9. Nov. 1923 bzw. Zugehörigkeit Untergliederung | späterer Dienstgrad bzw. Amtsbezeichnung, sonstige Bemerkungen                                                                                |
| ------------------------ | ---------------------- | ----------------------------------------------------------- | --- |
| Erich Ludendorff         | General                | neben Hitler Führer des Hitler-Ludendorff-Putsches          | MdR |
| Hermann Göring           |                        |                                                             | Oberbefehlshaber der Luftwaffe |
| Ernst Gramß              |                        | Bataillon Augsburg                                          | Reichslandwirtschaftsrat, Kreishauptmann in Sokołów Podlaski                                                                                  |
| Julius Streicher         |                        |                                                             | Eigentümer und Herausgeber des Hetzblattes Der Stürmer, MdR, Gauleiter von Franken                                                            |
| Wilhelm Adam             |                        |                                                             | Adjutant von Friedrich Paulus in Stalingrad, später Finanzminister in Thüringen, Kommandeur der Hochschule für Offiziere der KVP bzw. der NVA |
| Ernst Hanfstaengl        |                        |                                                             | Auslands-Pressechef |
| Hans Frank               |                        |                                                             | Generalgouverneur des besetzten Polen („König von Polen“), MdR und Reichsminister                                                             |
| Walter Buch              |                        |                                                             | oberster Parteirichter der NSDAP, MdR |
| Karl-Heinz Bürger        | SA                     |                                                             | SS-Oberführer |
| Max Amann                |                        |                                                             | Reichsleiter für die Presse u. Präsident der Reichspressekammer, MdR                                                                          |
| Karl Lösche              |                        |                                                             | Bildhauer |
| Richard Arauner          | Bund Oberland          |                                                             | NS-Agrarfunktionär und SS-Oberführer |
| Kurt Daluege             |                        |                                                             | SS-Oberst-Gruppenführer, Generaloberst der Polizei, Chef der Ordnungspolizei                                                                  |
| Josef Bauer              | Sturmtruppführer       |                                                             | NSDAP-Ortsgruppenleiter in München, Reichsredner, Leiter der Gaurednerschule, Vorsitzender des Bayerischen Lehrervereins, MdR                 |
| Hermann Dolp             | Bund Oberland          |                                                             | im Kommandostab Reichsführer SS, SS-Führer in Konzentrationslagern                                                                            |
| Fritz Ebenböck           | SA-Regiment München    | Führer der 11. Kompanie                                     | SS-Oberführer, 1934 bis 1935 Präsident des TSV 1860 München, Reichshauptstellenleiter der NSDAP                                               |
| Kurt Frey                |                        |                                                             | MdR, im Beirat der Reichswirtschaftskammer, SS-Oberführer                                                                                     |
| Hermann Höfle            |                        |                                                             | SS-Obergruppenführer, General der Waffen-SS und Polizei, NSKK-Obergruppenführer a. D., Major a. D.                                            |
| Franz Hayler             | Bund Oberland          |                                                             | Staatssekretär, MdR, Freundeskreis Reichsführer SS                                                                                            |
| Hans Hinkel              | Bund Oberland          |                                                             | Reichsfilmintendant, MdR, SS-Gruppenführer |
| Hermann Boehm            |                        |                                                             | Professor für „Rassenhygiene“ und SA-Sanitäts-Gruppenführer                                                                                   |
| Werner Hoppenstedt       | Bund Oberland          |                                                             | Kunsthistoriker |
| Hans Saupert             |                        |                                                             | MdR |
| Ottokar Lorenz           |                        |                                                             | Funktionär der Hitlerjugend |
| Franz Eirenschmalz       | Bund Oberland          |                                                             | Architekt, Bauleitung und Instandhaltung der Gaskammern u. a. im KZ Auschwitz                                                                 |
| Willy Frank              |                        |                                                             | SS-Hauptsturmführer, Lagerarzt in KZ Auschwitz und KZ Dachau                                                                                  |
| Friedrich Geißelbrecht   |                        |                                                             | MdR |
| Josef Gmeiner            | Bund Oberland          |                                                             | Jurist, Leiter der Gestapo Karlsruhe, SS-Führer                                                                                               |
| Wilhelm Friedrich Loeper |                        |                                                             | Gauleiter von Magdeburg-Anhalt, SS-Ehrengruppenführer                                                                                         |
| Walter Schultze          |                        |                                                             | Chirurg, Mitorganisator der nationalsozialistischen Krankenmorde, MdR, SS-Gruppenführer                                                       |
| Emil Maurice             | Stoßtrupp Adolf Hitler |                                                             | SS-Nummer 2, SS-Oberführer, Präsident der Handwerkskammer München, MdR                                                                        |
| Werner Kreipe            | Reichswehr             |                                                             | später Generalstabschef der Luftwaffe |
| Gustav Adolf Lenk        |                        |                                                             | NSDAP-Redner, Gründer des Jugendbundes der NSDAP                                                                                              |
| Karl Vielweib            | SA Landshut            |                                                             | Oberbürgermeister von Landshut, Stadthauptmann von Lublin                                                                                     |
| Franz Bock               | SA                     |                                                             | Oberste SA-Führung, Ratsherr der Stadt Düsseldorf, MdR                                                                                        |
| Max Sollmann             | Bund Oberland          |                                                             | SS-Führer, Leiter des Lebensborn |
| Arthur Rödl              | Bund Oberland          |                                                             | SS-Führer, Kommandant des KZ Groß-Rosen |
| Friedrich Haselmayr      |                        |                                                             | Generalleutnant, SA-Gruppenführer |
| Walter von Stokar        |                        |                                                             | Hochschullehrer an der Universität Köln |

### Getötete Putschisten (postume Verleihung)
| Nr. | Name                                   | Einheit/Funktion       | Funktion am 9. Nov. 1923 bzw. Zugehörigkeit Untergliederung | Anmerkungen |
| --- | -------------------------------------- | ---------------------- | ----------------------------------------------------------- | ----------- |
|     | Felix Allfarth                         |                        |                                                             |             |
|     | Andreas Bauriedl                       |                        |                                                             |             |
|     | Theodor Casella                        |                        |                                                             |             |
|     | Wilhelm Ehrlich                        |                        |                                                             |             |
|     | Martin Faust                           |                        |                                                             |             |
|     | Anton Hechenberger                     |                        |                                                             |             |
|     | Oskar Körner                           |                        |                                                             |             |
|     | Karl Kuhn                              |                        |                                                             |             |
|     | Karl Laforce                           | Stoßtrupp Adolf Hitler |                                                             |             |
|     | Kurt Neubauer                          |                        |                                                             |             |
|     | Claus von Pape                         |                        |                                                             |             |
|     | Theodor von der Pfordten               |                        |                                                             |             |
|     | Johann Rickmers                        |                        |                                                             |             |
|     | Max Erwin von Scheubner-Richter        |                        | Führungsfigur in der Frühphase der NSDAP                    |             |
|     | Lorenz Ritter von Stransky-Griffenfeld |                        |                                                             |             |
|     | Wilhelm Wolf                           |                        |                                                             |             |

## Spätere Verleihungen

### 1934 (Auszug)
| Nr. | Name                 | Dienstgrad/Amtsbezeichnung, Anmerkungen |
|     | Ernst Willy Huß      | Kiel                                    |
|     | Franz Kaßl           | Sorgendorf                              |
|     | Georg Kaun           | Berlin                                  |
|     | Robert Knapp         | Chemnitz                                |
|     | Heinrich Krabigell   | Berlin                                  |
|     | Herbert Kramer       | Berlin                                  |
|     | Friedrich Schlageter |                                         |
|     | Fritz Schledorn      | Wuppertal-Barmen                        |
|     | Franz Schwede-Coburg | Gauleiter in Stettin                    |
|     | Wili Stenzel         | Stargard                                |
|     | Sebastian Stopper    | Hannover                                |
|     | Johann Strauß        | Völkermarkt                             |

### Vorschlagsliste Nr. IV vom 16. März 1939 (Auszug)
| Nr. | Name               | Dienstgrad/Amtsbezeichnung, Anmerkungen |
|     | Heinrich Roßkamp   | Köln                                    |
|     | Johannes Rothe     | Crimmitschau                            |
|     | Walther Schlüter   | Berlin                                  |
|     | Hans Schramm       | St. Peter                               |
|     | Franz Schweighofer | Lunz am See                             |
|     | Vinzent Steiner    | Kleblach                                |

### Vorschlagsliste Nr. VII vom 30. Mai 1939 (Auszug)
| Nr. | Name                    | Dienstgrad/Amtsbezeichnung, Anmerkungen |
|     | Dominik Blauensteiner   | Melk                                    |
|     | Alois Fritz             | Wieselburg/N.-D.                        |
|     | Wilhelm Glaser          | Berlin                                  |
|     | Alois Gneist            | Pitten/N.-D.                            |
|     | Franz Gregoritsch       | Rechberg/Kärnten                        |
|     | Matthäus Groinig        | Pustriz/Kärnten                         |
|     | Franz Grubauer          | Hötzelsford/N.-D.                       |
|     | Hans Gruber             | Melk                                    |
|     | Anton Hawelka           | Wieselburg/N.-D.                        |
|     | Gabriel Hecher          | Oberdrauburg                            |
|     | Otto Hempel             | Eisenkappel/Kärnten                     |
|     | Franz Hochegger         | Waidhofen/N.-D.                         |
|     | Walter Hofmann          | Pfaffstätten/N.-D.                      |
|     | Johann Holzbauer        | Forst/Kärnten                           |
|     | Viktor Kiesling         | Stettin                                 |
|     | Paul Klamer             | Reichenau/N.-D.                         |
|     | Silvester Klatzer       | Wildenstein/Kärnten                     |
|     | Friedrich Knöttner      | Völkermarkt/Kärnten                     |
|     | Karl Kömle              | Klagenfurt                              |
|     | Kilian Kogler           | Weitensfeld/Kärnten                     |
|     | Viktor Nageler          | Klagenfurt                              |
|     | Ferdinand Negrini       | Melk                                    |
|     | Albin Neureiter         | Oberdrauburg/Kärnten                    |
|     | Otto Neuschitzer        | Nadl/N.-D.                              |
|     | Karl Nosko              | Marbach a. d. D.                        |
|     | Wilhelm Nothdurft       | Bad Cannstatt                           |
|     | Heinrich Reindl         | Melk                                    |
|     | Josef Saringer          | Villach                                 |
|     | Anton Schellenbacher    | Purgstall/N.-D.                         |
|     | Hans Scheriau           | Wien                                    |
|     | Theodor Schimitz        | Gilgenberg/N.-D.                        |
|     | Friedrich Karl Schlechl | Innsbruck-Hötting                       |
|     | Theodor Schluge         | Dornbirn                                |
|     | Hugo Schöfer            | Melk                                    |
|     | Hans Siebenhandl        | Purgstall/N.-D.                         |
|     | Wieland Josef           | Gaming/N.-D.                            |

### Vorschlagsliste Nr. VIII vom 27. Juni 1939 (Auszug)
| Nr.  | Name                 | Dienstgrad/Amtsbezeichnung, Anmerkungen  |
|      | Hans Parzizek        | Steinakirchen/N.-D.                      |
|      | August Schillinger   | Oberndorf a.d. Melk/N.-D.                |
|      | Daniel Seebacher     | Gnesau in Kärnten                        |
|      | Hermann Seipel       | Frankfurt am Main (Ginnheim)             |
| 2050 | Florian Simetzberger | Steinakirchen/N.-D.                      |
|      | Johann Stark         | Reinsberg Post Klein Glödnitz in Kärnten |
|      | Konrad Stief         | Berlin-Charlottenburg                    |
|      | Erich Weigend        | Waidhofen a.d. Ybbs                      |

### Vorschlagsliste Nr. X vom 26. August 1939 (Auszug)
| Nr.  | Name             | Dienstgrad/Amtsbezeichnung, Anmerkungen  |
|      | Herman Adam      | Berlin-Charlottenburg                    |
|      | Karl Allram      | Waidhofen an der Thaya                   |
|      | Gustav Althausen | Bochum-Wattenscheid in Provinz Westfalen |
|      | Robert Ehrlich   | Gnesau/Kärnten                           |
|      | Georg Eichinger  | München                                  |
| 2172 | Karl Entrich     | Wien                                     |
|      | Peter Ertler     | Ebene Reichenau/Kärnten                  |
|      | Franz Fröhlich   | Wien                                     |
|      | Rudolf Fröhlich  | Wien                                     |

### Vorschlagsliste Nr. XII vom 21. Oktober 1939 (Auszug)
| Nr. | Name                              | Dienstgrad/Amtsbezeichnung, Anmerkungen |
|     | Karl Ferdinand von Benigni        |                                         |
|     | Franz Bielefeld (Politiker, 1907) | MdR                                     |

### Vorschlagsliste Nr. XIV vom 7. Dezember 1939 (Auszug)
| Nr. | Name                           | Dienstgrad/Amtsbezeichnung, Anmerkungen |
|     | Karl Mayer                     | Hundsheim                               |
|     | Gottfried Meir                 | Pörtschach/See                          |
|     | Thomas Meislitzer              | Deutsch-Griffen/Kärnten                 |
|     | Gustav Meißner                 | Wien                                    |
|     | Simon Mescher                  | Köln-Worringen                          |
|     | Josef Neuböck                  | Purgstall/N.-D.                         |
|     | Otto Sabransky von Thalbrück   | Unter-Radisch b. Böhm-Rudoletz          |
|     | Karl Sakrawa                   | Wien                                    |
|     | Gregor Salzlechner             | Baden b. Wien                           |
|     | Felix Saringer                 | Laboisen b Feldkirchen / Kärnten        |
|     | Karl Schart                    | N.-Margarethen/N.-D.                    |
|     | Jakob Scheitz                  | Mariazell/Steiermark                    |
|     | Robert Freiherr von Wangenheim |                                         |

### Vorschlagsliste Nr. XV vom 27. Dezember 1939 (Auszug)
| Nr.  | Name                 | Dienstgrad/Amtsbezeichnung, Anmerkungen |
|      | Anton Berlin         | Leisnig/Sa.                             |
|      | Gerhard Berns        | Mörs                                    |
| 2792 | Gottfried Bernthaler | SS-Kan.Leut., Wien-Stammersdorf         |
|      | Adolf Bier           | Melk/N.-D.                              |
|      | Georg Burgstedt      | Laband/Schles.                          |
|      | Reinhold Fankhauser  | Zeltweg/Steiermark                      |

### 1940 (Auszug)
| Nr.  | Verleihungs- datum | Name                                           | Dienstgrad/Amtsbezeichnung, Anmerkungen                  |
| 2871 | 2. Februar 1940    | Dr. Konrad Scholz                              | Regiment München, 11. Kompanie                           |
| 2879 | 31. März 1940      | Victor Band                                    | MdR, Obergeneralarbeitsführer, Ratsherr der Stadt Wien   |
| 3002 | 6. März 1940       | Eginhardt „Egon“ Freiherr von Müller-Klingspor | Ratsherr der Stadt Wien, wurde 1935 und 1936 inhaftiert. |

### 1941 (Auszug)
| Nr.  | Verleihungs- datum | Name            | Dienstgrad/Amtsbezeichnung, Anmerkungen |
| 2087 | 31. Oktober 1941   | Helmut Breymann | SS-Sturmbannführer, MdR                 |
| 3888 | 31. Oktober 1941   | Lorenz Standler |                                         |

## Verleihungen postum (Auszug)
| Nr. | Name              | Dienstgrad/Amtsbezeichnung             | Verleihdatum | Anmerkungen zum Verleihungsgrund                                                |
| --- | ----------------- | -------------------------------------- | ------------ | ------------------------------------------------------------------------------- |
|     | Reinhard Heydrich | Chef der Sicherheitspolizei und des SD | 4. Juni 1942 | Zitat Hitler: „Blutzeuge, gefallen für die Erhaltung und Sicherung des Reiches“ |
|     | Karl Baur         | deutscher Diplomat                     |              |                                                                                 |

## Andere
| Nr.  | Name                         | Dienstgrad/Amtsbezeichnung | Anmerkungen zum Verleihungsgrund |
| ---- | ---------------------------- | --- | --- |
| 2713 | Heribert Seidler             | SA-Brigadeführer, Studienrat und Ratsherr                                                                                                 | |
|      | Ferdinand Fradinger          | Wien | |
|      | Friedrich Fritz              | Ober-Purkla/Steiermark | |
| 2869 | Georg Fröhlich               | SA Regiment-München, Techn. Abt. | |
|      | Max Fröwis                   | Stuttgart | |
|      | Georg Genge                  | Augsburg | |
|      | Franz Gimmelsberger          | Dorfbeuern/Gau Salzburg | |
| 3086 | Rudolf Polacek               | SA Regiment-München, 7. Kompanie | |
|      | Karl Baur                    | Leiter Fachschaft Verlag der Reichsschrifttumskammer (RSK)                                                                                | |
|      | Martin Bormann               | Reichsminister, Reichsleiter der NSDAP als „Stabsleiter des Stellvertreters des Führers“, SS-Obergruppenführer, SA-Obergruppenführer, MdR | |
|      | Eduard Dietl                 | Generaloberst | |
|      | Josef Grillitsch             | | |
|      | Josef Handel                 | Gestapo, Leitstelle Wien | |
|      | Hans Hohenester              | Vorsitzender des Bund Naturschutz in Bayern 1937–1945                                                                                     | |
|      | Franz von Almasy             | | Verleihung aufgrund der Vorschlagsliste vom 4. Mai 1940 |
|      | Bernhard von Becke           | | |
|      | Herbert von Marouschek       | | Verleihung aufgrund der Verleihungsliste vom 6. März 1940 |
|      | Maria Theresia von Metnitz   | | Verleihung aufgrund der Vorschlagsliste vom 13. März 1941 |
|      | Walter von Schumacher        | | Verleihung aufgrund der Vorschlagsliste vom 5. April 1940 |
|      | Ernst Schickisch von Velebit | | Verleihung aufgrund der Vorschlagsliste vom 20. Juli 1939 |
|      | Max Freiherr von Wangenheim  | | |
|      | Karl Appel                   | SS-Obersturmbannführer | |
|      | Hanns Bersch                 | SS-Obersturmbannführer | |
|      | Johann (Hanns) Blaschke      | Beteiligung am Juliputsch 1934, SS-Brigadeführer, HJ-Obergebietsführer Bürgermeister, MdR                                                 | |
|      | Hans Buchner                 | SS-Obersturmbannführer | |
|      | Karl Burkhardt               | SS-Obersturmbannführer | |
|      | Hans Dauser                  | SS-Brigadeführer, MdR | |
|      | Sepp Dietz                   | SS-Obersturmbannführer | |
|      | Karl Dörtler                 | SS-Obersturmbannführer | |
|      | Max Eggerdinger              | SS-Standartenführer | |
|      | Hubert Eisenreich            | SS-Obersturmbannführer | |
|      | Hans Feierlein               | SS-Obersturmbannführer | |
| 2510 | Josef Fitzthum               | SS-Gruppenführer, Generalleutnant der Waffen-SS                                                                                           | |
|      | Fritz Friedrich              | SS-Obersturmbannführer | |
|      | Simon Füss                   | SS-Standartenführer | |
|      | Heinrich Gärtner             | SS-Brigadeführer und Generalmajor der Waffen-SS                                                                                           | |
|      | Max Gaum                     | SS-Sturmbannführer | |
|      | Heinz Glas                   | SS-Sturmbannführer | |
|      | Leo Gotzmann                 | SS-Brigadeführer | |
|      | Otto Graf                    | SS-Obersturmbannführer | |
|      | Wilhelm von Grolmann         | SS-Brigadeführer | |
|      | Philipp Hahn                 | SS-Obersturmbannführer | |
|      | August Hangel                | SS-Sturmbannführer | |
|      | Richard Hartmann             | SS-Sturmbannführer | |
|      | Johann Hauser                | SS-Sturmbannführer | |
|      | Eduard Hiebel                | SS-Sturmbannführer | |
|      | Friedrich Hildebrandt        | SS-Obersturmbannführer | |
|      | Philipp Hofmann              | SS-Brigadeführer | |
|      | Klaus Hubmann                | SS-Obersturmbannführer | |
|      | Max Humps                    | SS-Oberführer | |
|      | Franz Klebensberger          | SS-Obersturmbannführer | |
|      | Richard Kolb                 | SS-Obersturmbannführer | |
|      | Fritz Leonhardt              | SS-Obersturmbannführer | |
|      | Alfons Mäser                 | SS-Obersturmbannführer | |
|      | Wilhelm Montel               | SS-Obersturmbannführer | |
|      | Walter Mundhenke             | SS-Obersturmbannführer | |
|      | Viktor Nageler               | SS-Obersturmbannführer | |
|      | Alois Persterer              | SS-Obersturmbannführer | |
|      | Rudolf Zilkens               | | |
|      | Felix Landau                 | SS-Hauptscharführer | Teilnahme an der Ermordung des österr. Bundeskanzlers Engelbert Dollfuß |
|      | Richard Kaaserer             | SS- und Polizeiführer (SSPF) | |
|      | Ernst Girzick                | Mitarbeiter im Eichmannreferat des RSHA                                                                                                   | |
|      | Konstantin Kammerhofer       | später MdR, SS-Gruppenführer, Generalleutnant der Polizei (Kroatien)                                                                      | Juliputsch |
|      | Otto Flöl                    | später: Oberstaatsanwalt des Sondergerichts Thüringen, Landtagsabgeordneter in Schleswig-Holstein                                         | |
|      | Tobias Portschy              | SS-Oberführer, stellvertretender Gauleiter der Steiermark, später Mitglied der FPÖ                                                        | |
|      | Klaus Mahnert                | Gauinspektor für Tirol und Vorarlberg, Gemeinderat von Innsbruck und Abgeordneter der FPÖ                                                 | Juliputsch |
|      | Karl Taus                    | SS-Brigadeführer | Juliputsch |
| 2750 | Roland Timmel                | Dr. med. dent., SS-Sturmbannführer, Träger des SS-Totenkopfrings                                                                          | |
|      | Dr. Otto Begus               | SS-Sturmbannführer | |
| 3176 | Morawetz Josef               | NSDAP-Mitgliedsnr. 1609924, geb 26. Januar 1897, Wien/Steiermark                                                                          | |
|      | Alois Persterer              | SS-Obersturmbannführer | |
| 3219 | Hermann Pangerl              | Ratsherr | |
| 3421 | Günther Ohnheiser            | Hauptgeschäftsführer Haus der Mode, Ratsherr                                                                                              | |
| 3581 | Rudolf Mages                 | Kaufmann in Innsbruck, * 1902 in Gmunden, SA-Sturmführer, NSDAP-Mitgliedsnr. 512778                                                       | Orden erhalten für insgesamt 13 Monate „Geiselhaft“ im Anhaltelager Wöllersdorf. Nach eigenen Angaben Blutorden und Parteibuch Anfang 1944 bei Gestapo Innsbruck zurückgegeben (nach Verurteilung und Haftzeit wegen „Wirtschaftskriminalität“) |

## Aberkennungen
| Nr.                   | Name              | Dienstgrad/Amtsbezeichnung                                                           | Anmerkungen |
| --------------------- | ----------------- | ------------------------------------------------------------------------------------ | --- |
| ursprünglich Nr. 3    | Heinrich Himmler  | Reichsführer SS                                                                      | Ende April 1945 Ausschluss aus der NSDAP, dadurch Aberkennung der NSDAP-Ehrenzeichen |
| ursprünglich Nr. 11   | Julius Uhl        | Teilnahme am Hitlerputsch, SA-Führer, Leiter der persönlichen Stabswache Ernst Röhms | Ausschluss aus der NSDAP, Hinrichtung während der Entmachtung der SA |
| ursprünglich Nr. 41   | Emil Petzendorfer | SA-Regiment München                                                                  | Petzendorfer arbeitete zunächst in der Reichsleitung der NSDAP für die Wirtschaftspolitische Abteilung der NSDAP bei Otto Wagener, nach der Machtergreifung Hitlers 1933 wechselte er zu Münchner Polizei, 1939 wurde er aus der NSDAP wegen „passiver Bestechung“ ausgeschlossen, in diesem Zuge wurde ihm auch der Blutorden aberkannt |
| ursprünglich Nr. 1356 | Hans Kobelinski   |                                                                                      | Ausschluss aus der NSDAP, † 29. August 1937 im KZ Dachau |
|                       | Gustav Adolf Lenk | NSDAP-Redner, Teilnahme am Hitlerputsch                                              | Ausschluss aus der NSDAP |

## Vergebliche Anträge
Der Blutorden musste beantragt werden, anschließend wurde über die Verleihung entschieden.
- Theodor Oberländer hatte am Hitlerputsch teilgenommen und später den Blutorden beantragt. Sein Antrag wurde abgelehnt.

- Auch Amon Göth hatte den Blutorden vergeblich beantragt.[30]

## Sonstiges
- Gemäß Zeitzeugen soll auch Oskar Schindler Träger des Blutordens gewesen sein, aufgrund hoher Verdienste für das Deutsche Reich (Schindler war Spion, der tschechoslowakische Eisenbahngeheimnisse an Deutschland verraten hat). Der Besitz des Abzeichens ist allerdings historisch nicht belegt.